# Paulskirche (Frankfurt am Main)

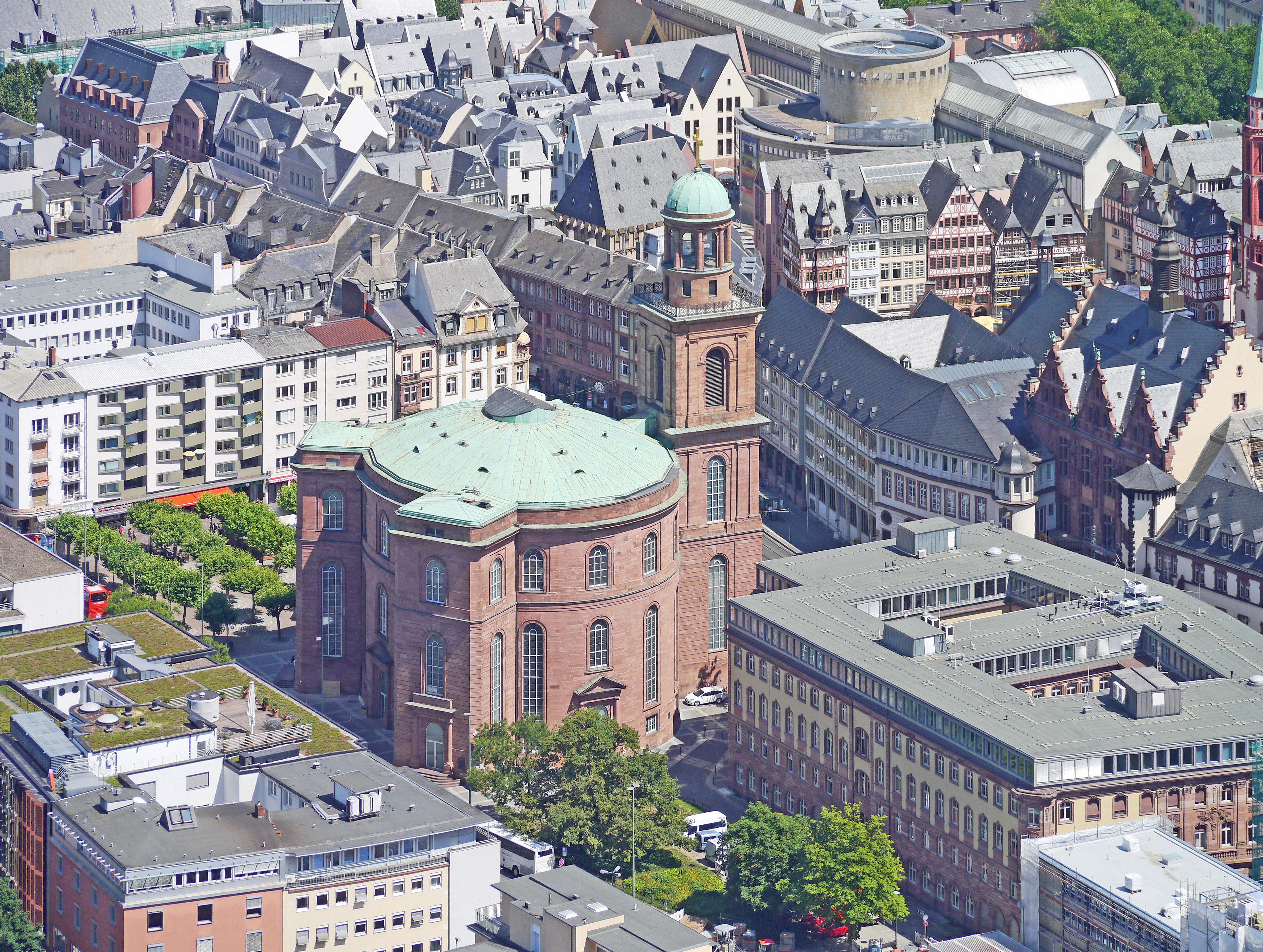
Die Paulskirche vom Main Tower aus gesehen (2018)

Die Paulskirche in Frankfurt am Main ist ein als Ausstellungs-, Gedenk- und Versammlungsort genutzter ehemaliger Kirchenbau. Sie wurde 1789 bis 1833 anstelle der 1786 abgerissenen mittelalterlichen Barfüßerkirche erbaut und diente bis 1944 als evangelisch-lutherische Hauptkirche Frankfurts, als die heute die Katharinenkirche dient. In dem klassizistischen Rundbau des Architekten Johann Friedrich Christian Hess tagten 1848 bis 1849 die Delegierten der Frankfurter Nationalversammlung, der ersten Volksvertretung für ganz Deutschland. Die Paulskirche gilt damit neben dem Hambacher Schloss als Symbol der demokratischen Bewegung in Deutschland und Nationalsymbol. Aus dieser für die Paulskirche und die deutsche Demokratiegeschichte bedeutendsten Epoche ist von der Innenausstattung jedoch fast nichts mehr zu erleben.
Am 18. März 1944 brannte die Paulskirche wie viele der umliegenden Bauten der Frankfurter Altstadt nach einem der Luftangriffe auf die Stadt aus. Nach dem Zweiten Weltkrieg wurde sie 1947/48 als erstes historisches Gebäude Frankfurts mit Hilfe von Spenden aus allen deutschen Ländern äußerlich bis auf das Kegeldach wiederaufgebaut. Im Inneren entstanden anstelle des früheren Kirchenraumes mit Emporen eine niedrige Wandelhalle mit darüberliegendem Versammlungsraum in Plenarsaal-Bestuhlung. Der Innenraum wurde aus Mangel an Geld und Baumaterial sehr schlicht gestaltet. Zum hundertsten Gedenktag der Nationalversammlung wurde sie am 18. Mai 1948 als Haus aller Deutschen wiedereröffnet. Im Jahr 1986 wurde das Gebäude renoviert.
Die Paulskirche ist ein nationales Denkmal und wird für Ausstellungen und öffentliche Veranstaltungen genutzt. Die bekannteste wiederkehrende Veranstaltung ist die Verleihung des Friedenspreises des Deutschen Buchhandels.

## Geschichte

### Barfüßerkloster im Mittelalter

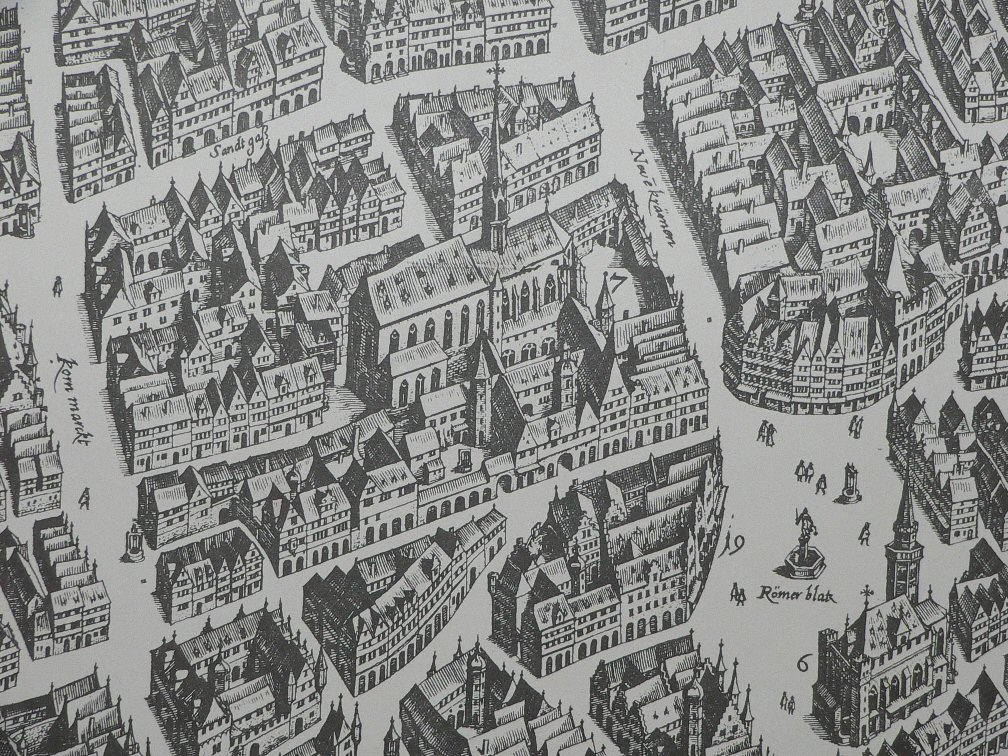
Die Barfüßerkirche auf dem Merian-Plan 1628

Die  mittelalterliche Barfüßerkirche wurde als Kirche des Frankfurter Barfüßer- oder Franziskanerkloster erstmals 1270 urkundlich erwähnt. Möglicherweise waren Kirche und Kloster jedoch bereits einige Jahrzehnte älter. Der Frankfurter Patrizier Achilles Augustus von Lersner berichtete in seiner 1706 erschienenen Chronik, dass die Barfüßerkirche bereits 1238 bestanden haben müsse, wie aus einer (nicht erhaltenen) Grabinschrift des Stifters Henrich Knoblauch an der Kirche hervorginge. Die Barfüßer übernahmen zahlreiche seelsorgerliche Aufgaben in Frankfurt, dessen Bevölkerung im 13. Jahrhundert rasch anwuchs. Die Pfarreirechte für die gesamte Stadtbevölkerung lagen jedoch weiterhin ausschließlich beim kaiserlichen Stift St. Bartholomäus.
Architektonisch entsprach die Barfüßerkirche dem Typ einer zunächst einschiffigen, ab 1350 zweischiffigen Bettelordenskirche im gotischen Stil. 1478 errichtete man einen Kreuzgang, ab 1485 wurde die Kirche – vor allem der Lettner und die Gewölbe – ausgebaut. Aus dem Jahr 1489 stammte die Kanzel. 1491 gab der Rat der Stadt die Genehmigung zum Bau einer unterirdischen Entwässerung in den Stadtgraben. 1500 bis 1510 wurde der Chor neu gebaut. Statt eines Kirchturms erhielt die Kirche einen Dachreiter. Wegen des Baus gab es Konflikte und Grenzstreitigkeiten mit den Nachbarn. Mehrfach nahmen verfolgte Straftäter das Asylrecht des Klosters in Anspruch.

### Barfüßerkirche als evangelische Hauptkirche

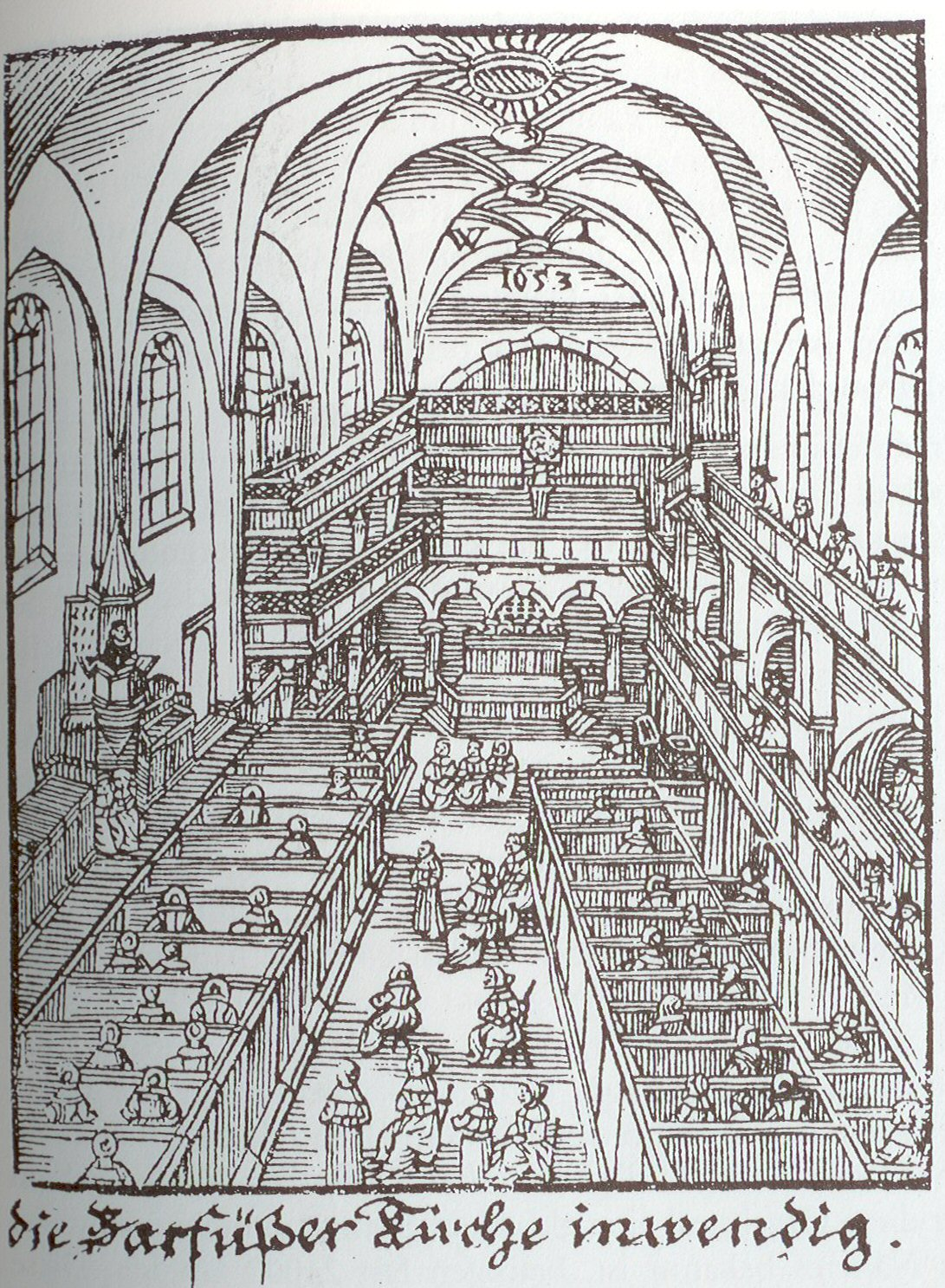
Innenraum der Barfüßerkirche, 1653

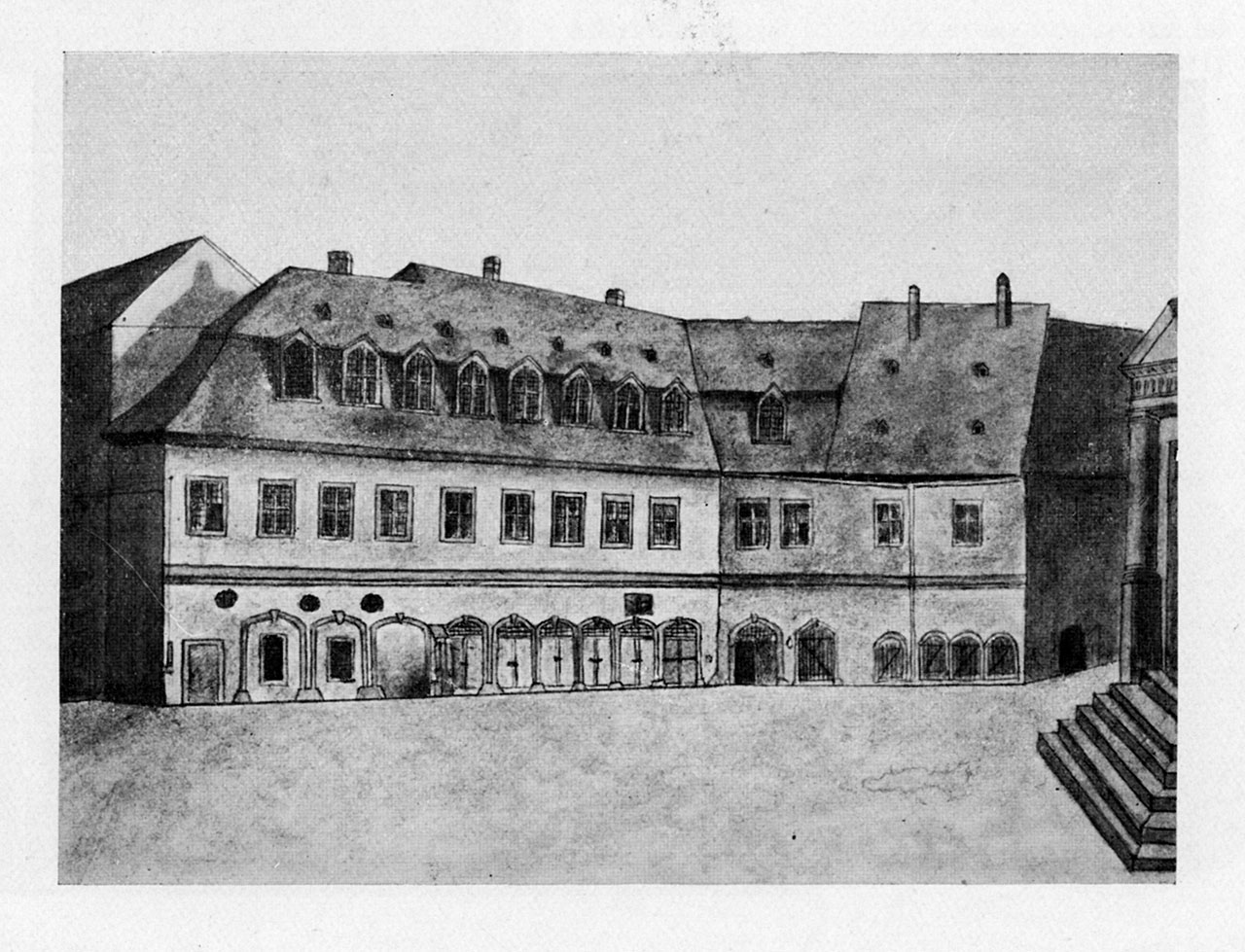
Barfüßerkloster um 1830

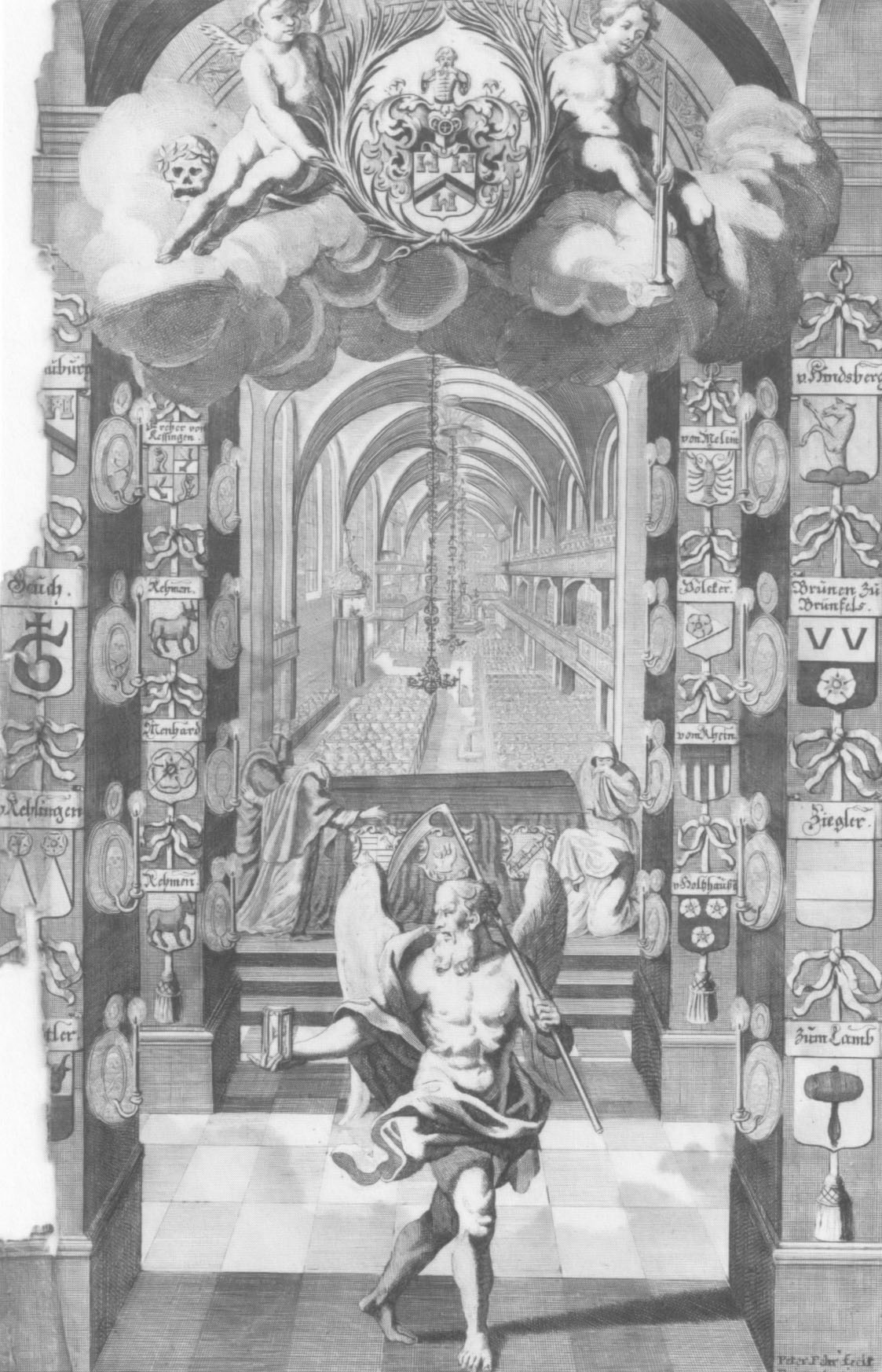
Kirchenschiff (1718)

1522 hielt der Marburger Franziskaner Hartmann Ibach in der Katharinenkirche die erste reformatorische Predigt in Frankfurt. Nach dem Frankfurter Zunftaufstand im April 1525 begann sich die Reformation in der Frankfurter Bürgerschaft durchzusetzen. 1525 wurden mit Dionysius Melander und Johann Bernhard die ersten reformatorischen Prediger durch den Rat der Stadt beauftragt. Seit 1526 wurden in der Barfüßerkirche regelmäßig evangelische Predigten gehalten, am 18. März 1528, dem Sonntag Reminiscere, erstmals das Abendmahl unter beiderlei Gestalten gereicht.
Am 9. Juni 1529 übergaben sechs der acht verbliebenen Brüder ihr Kloster an den Rat. Die Barfüßerkirche wurde zu einer evangelischen Kirche. In den Klosterräumen wurden 1530 der Allgemeine Almosenkasten und das Kasternamt untergebracht. 1542 belegte die städtische Lateinschule ehemalige Klostergebäude, wo sie bis zu deren Abriss 1839 blieb. Nach dem Schmalkaldischen Krieg sah sich der Rat gezwungen, das Augsburger Interim anzunehmen, und am 14. Oktober 1548 sechs katholische Stifts- und Ordenskirchen, darunter auch den Kaiserdom St. Bartholomäus, an ihre Orden bzw. Stiftsgeistlichen zurückzugeben. Den evangelischen Christen der Stadt, inzwischen rund 98 % der Bürgerschaft, blieben die Barfüßer-, Katharinen-, Weißfrauen-, Peters-, Dreikönigskirche und die Kirche des Hospitals zum Heiligen Geist. Mit diesem Kompromiss sicherte der Rat die politische Unabhängigkeit der Stadt und ihre wichtigsten Privilegien, vor allem die Messen und die Kaiserwahlen. Dieser kluge Schritt zahlte sich aus: Seit 1562 wurden fast alle Kaiser nicht nur in Frankfurt gewählt, sondern auch gekrönt.
Die Barfüßerkirche als größte der verbliebenen evangelischen Kirchen wurde somit ab 1548 zur Hauptkirche. 1599 bis 1604 wurde eine neue Orgel eingebaut und eine Empore für die Männer im Seitenschiff. Mit der auf diese Weise vergrößerten Kapazität genügte die Kirche lange Zeit den Anforderungen der Bürgerschaft. Die zwölf evangelischen Geistlichen der Stadt bildeten das evangelische Predigerministerium, dessen Vorsitzender, der Senior, zugleich erster Prediger der Barfüßerkirche war und seine Wohnung im ehemaligen Kloster hatte. Nach der Lersnerschen Chronik fanden neben den täglichen Gottesdiensten (werktags einmal, sonn- und feiertags zweimal, darunter einmal mit Abendmahlsfeier) in der Barfüßerkirche montags und dienstags auch Trauungen sowie sonntags, dienstags und donnerstags nachmittags Taufen statt.
Von 1666 bis 1686 war Philipp Jakob Spener Senior in Frankfurt. Er gründete 1670 gemeinsam mit Johann Jakob Schütz das erste collegium pietatis (Hauskreis) und verfasste 1675 sein bedeutendstes Werk, eine kurze Programmschrift mit Namen Pia Desideria oder Herzliches Verlangen nach gottgefälliger Besserung der wahren evangelischen Kirche (1675), deren Erscheinen als Gründungsdatum des Pietismus angesehen wird.
In der zweiten Hälfte des 18. Jahrhunderts machte sich allmählich die Baufälligkeit der alten Barfüßerkirche bemerkbar. Vor allem nahm man aber zunehmend Anstoß an der beengten Lage der Kirche. Am 21. Februar 1782 fand der letzte Gottesdienst in der Barfüßerkirche statt. Weil sich Risse im Gewölbe zeigten, verfügte der Rat die Schließung der Kirche. Im August 1786 begann ihr Abbruch, der Anfang 1787 abgeschlossen war.

### Neubaupläne und Bau der Paulskirche

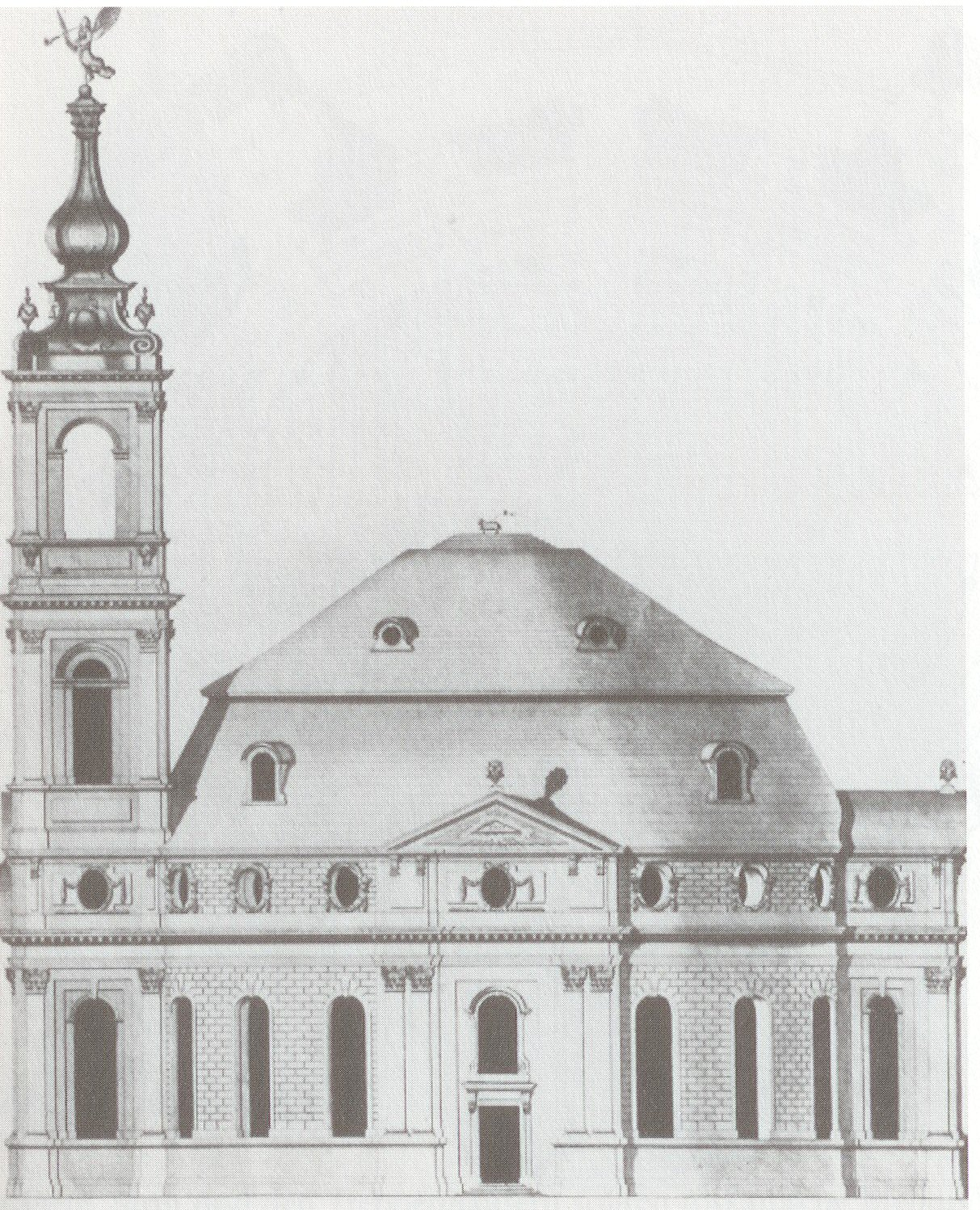
Entwurf von Andreas Liebhardt zum Neubau der Paulskirche, 1786

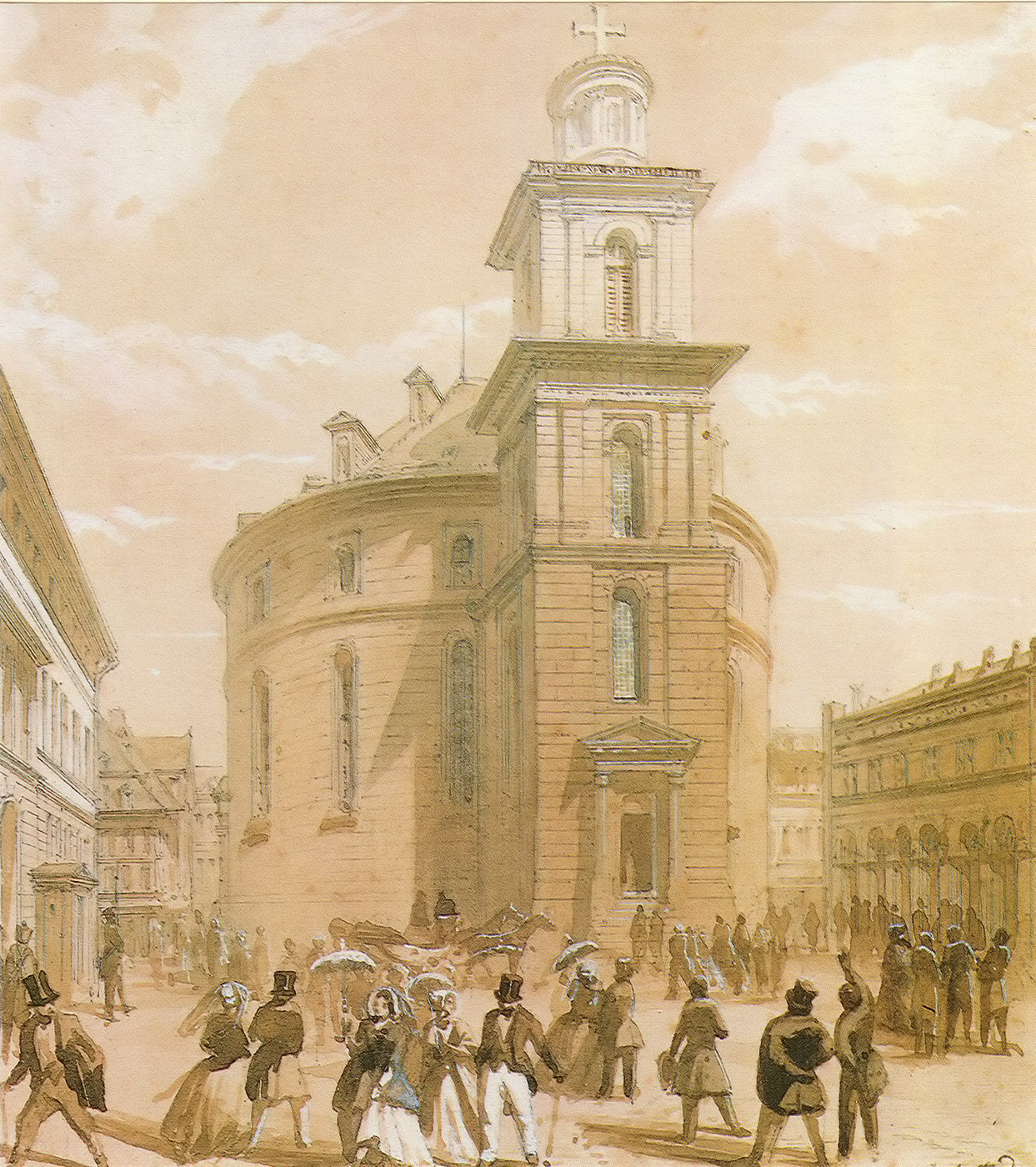
Paulskirche (1848)

Über die Gestaltung des Neubaus waren sehr unterschiedliche Vorschläge erarbeitet worden. Der damalige Frankfurter Stadtbaumeister Johann Andreas Liebhardt schlug einen ovalen Hallenbau mit Kuppeldach und einem Turm im Westen der Kirche vor. Der Rat beauftragte jedoch die Architekten Johann Georg Christian Hess und Nicolas de Pigage, die ebenfalls Vorschläge eingereicht hatten, mit der Überarbeitung der Pläne. Als Liebhardt im Januar 1788 starb, ergab sich eine weitere Verzögerung. Schließlich erhielt Hess, der auch dessen Nachfolger als Stadtbaumeister war, den Auftrag, neue Pläne zu erstellen und dabei gewisse Vorgaben des Rates einzuarbeiten.
1789 begann der Neubau. Als Baumaterial verwendete man – wie bei fast allen bedeutenden Frankfurter Bauwerken – roten Mainsandstein. Im Juni 1792 war das Gebäude bis auf das Dach, die Treppenhäuser und den Turm fertiggestellt. Aufgrund der politischen und wirtschaftlichen Krise während der Koalitionskriege zog sich der Neubau von da an über einen längeren Zeitraum hin. 1796 erhielt die Kirche ein Dach, erst 1802 wurden Fenster eingesetzt, um den Bau vor der Witterung zu schützen. Turm und Treppenhäuser blieben jedoch weiterhin unvollendet.
Danach konnten erst 1810 wieder städtische Mittel für den Weiterbau bereitgestellt werden. Man vermietete die unfertige Kirche als Lagerraum an Frankfurter Kaufleute und wollte die Mieteinnahmen in den städtischen Bauetat einstellen. Sie wurden allerdings durch die hohen Kontributionen, die die Stadt infolge der französischen Besatzung zu leisten hatte, aufgezehrt.
1816 wurde Johann Friedrich Christian Hess als Nachfolger seines Vaters zum Stadtbaumeister ernannt. Der für 1821 vorgesehene Weiterbau verzögerte sich jedoch weiterhin, zumal Hess durch einen weiteren Großbau – die Stadtbibliothek – beschäftigt war.
Die Verzögerung des Kirchenbaus war nicht allein eine Folge der Mittelknappheit nach den Koalitionskriegen. Nach der Wiederherstellung der Freien Stadt Frankfurt musste der Senat zunächst für geordnete politische Verhältnisse sorgen. Hierzu zählte auch die Reform der Kirchenordnung: Die städtische Verfassung, die Konstitutionsergänzungsakte, stellte 1816 das lutherische Konsistorium wieder her, das wie auch der reformierte und der katholische Kirchenvorstand seine Gemeinde vertrat. 1820 wurde ein von der Geistlichkeit unabhängiger evangelischer Gemeindevorstand berufen und schließlich, nach langen Verhandlungen, Anfang 1830 in der sogenannten Dotationsurkunde die finanzielle Ausstattung der Kirche geregelt. Die Stadt verpflichtete sich darin, für Wohnung und Gehalt der zwölf lutherischen Geistlichen zu sorgen und der lutherischen Gemeinde drei Schulen und sechs Kirchen „zum immerwährenden Gebrauch“ zu überlassen, darunter auch die Barfüßerkirche.
Unmittelbar darauf wurden im Frühjahr 1830, nach fast dreißigjähriger Unterbrechung, die Bauarbeiten wieder aufgenommen. Die bereits fertiggestellten Bauteile waren inzwischen völlig verwahrlost, aus den zertrümmerten Fenstern und den unverglasten Fensterschächten des Turmes und der Treppenhäuser wuchsen Bäume und Sträucher.
Am 23. Mai 1833 beschloss das lutherische Konsistorium der Stadt, der neuen Kirche nach dem Apostel Paulus den Namen Paulskirche zu geben. Der bisherige Name wurde für unpassend gehalten, „indem die Barfüßermönche ja selbst aus der katholischen Kirche wenigstens in Deutschland verschwunden sind“.
Am gleichen Tag beschloss der städtische Senat, dass der Festgottesdienst zur Einweihung am 9. Juni 1833 stattfinden solle. In den Feiern zeigte sich das bürgerliche Repräsentationsbedürfnis der politischen Gemeinde, die kirchliche Zeremonie verlief eher schlicht. Die Einweihungspredigt hielt Pfarrer Anton Kirchner.

### Paulskirche als Tagungsort der Nationalversammlung

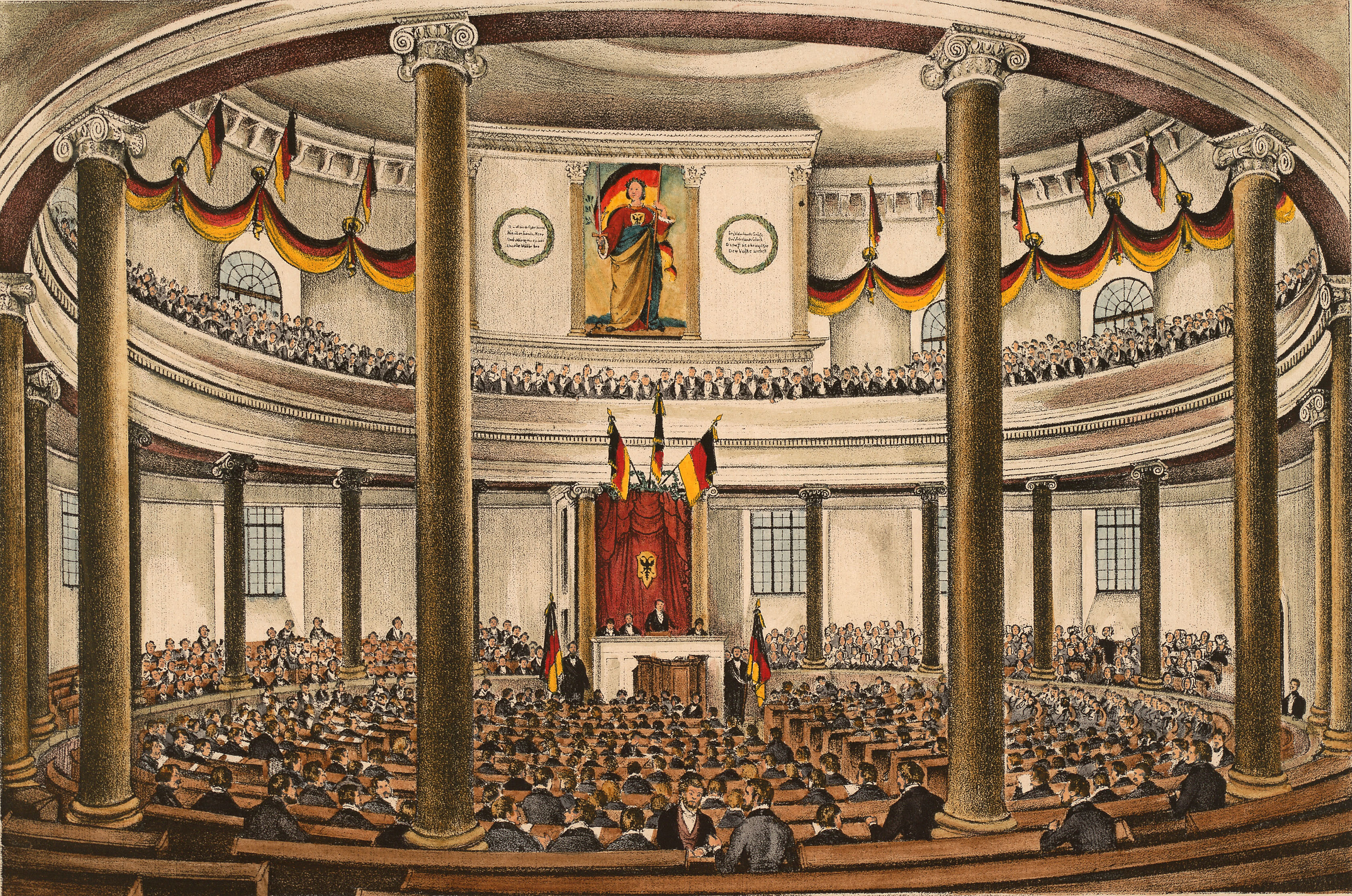
Die Germania über dem Präsidentenpult. Das Bild wird traditionell Philipp Veit zugeschrieben, stammt aber möglicherweise von anderen bzw. mehreren Malern.

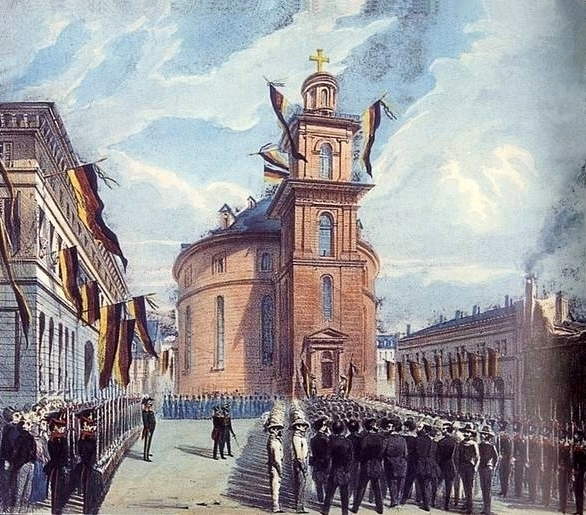
Einzug des Vorparlaments in die Paulskirche am 21. März 1848

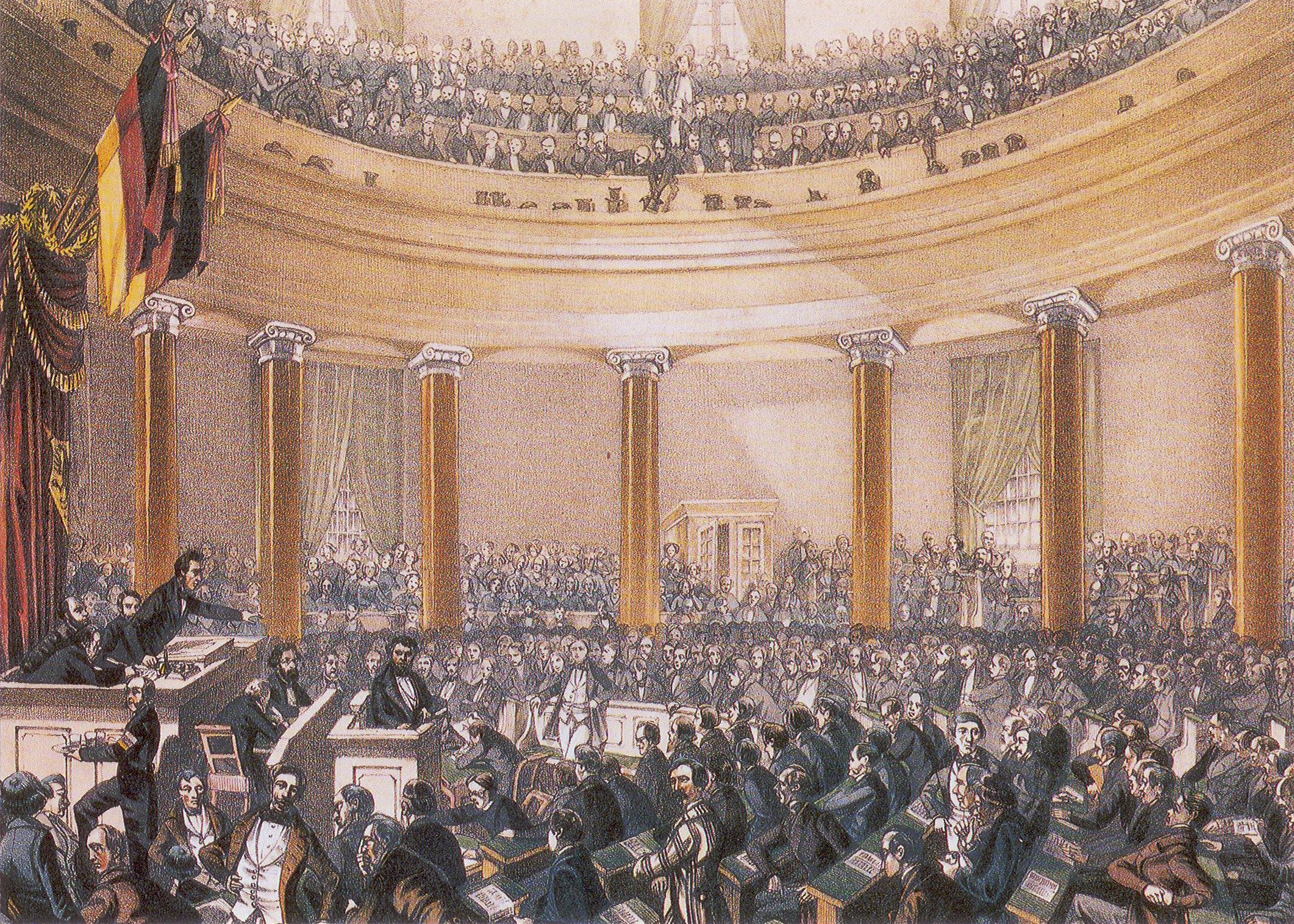
Sitzung der Nationalversammlung im Juni 1848

Als im Zuge der Deutschen Revolution 1848 ein Sitz für das erste gesamtdeutsche Parlament gesucht wurde, bot sich die Paulskirche als größter und modernster Saal Frankfurts an. Am 18. März 1848 überreichten die Frankfurter Rechtsanwälte Binding und Friedrich Siegmund Jucho dem evangelischen Gemeindevorstand ein Schreiben, in dem sie um die Bereitstellung der Paulskirche baten. Bereits am 21. März erklärte sich der damalige Senior Dancker namens aller Vorstände „mit Freuden einverstanden“ und wies den Kirchendiener Meyer an, dem Vorbereitungskomitee zur Hand zu gehen. Erst später stritt man sich im Frankfurter Gemeindevorstand darüber, ob die Kirche für politische Zwecke genutzt werden solle: Anlass dafür waren die Frankfurter Barrikadenkämpfe vom 18. September 1848 und noch stärker die standrechtliche Erschießung des Abgeordneten Robert Blum durch österreichisches Militär als Folge der Niederschlagung des Oktoberaufstandes in Wien.
In aller Eile nahm man Ende März 1848 die notwendigen Umbauten vor: Wände und Fenster der Kirche wurden mit Fahnen in den neuen Bundesfarben Schwarz-Rot-Gold geschmückt, die Kanzel wurde mit einem Tuch verhüllt, die Orgel durch einen breiten Vorhang verdeckt, der ein Gemälde zeigte: die Germania mit Fahne und Schwert, rechts und links davon je ein Lorbeerkranz mit vaterländischen Versen. Anstelle des Altars wurde der Präsidententisch aufgebaut. „Wie völlig man sofort nach Eröffnung der Verhandlungen von dem kirchlichen Charakter des Versammlungsortes absah, fand seinen klarsten Ausdruck in der schroffen Ablehnung eines Eröffnungsgebetes, wobei der Abgeordnete Franz Raveaux sagte, das Beten gehört in die Kirche und an das Wort erinnerte: Hilf dir selbst, so wird dir Gott helfen.“
Vom 31. März bis zum 3. April 1848 war die Kirche Versammlungsort des Vorparlaments, eines Treffens von Liberalen und Demokraten, das die Wahl zur Frankfurter Nationalversammlung vorbereitete. Am 18. Mai 1848 trat die Nationalversammlung zum ersten Mal hier zusammen und wurde deshalb auch Paulskirche oder Paulskirchenparlament genannt. Andere Bezeichnungen waren Nationalparlament, Reichsversammlung oder auch schon Reichstag.
Am 29. Juni 1848 wählte die Nationalversammlung Erzherzog Johann von Österreich zum Reichsverweser und damit zum ersten von einem Parlament gewählten deutschen Staatsoberhaupt. Nach der Niederschlagung der Revolution im Frühjahr 1849 übergab Johann im Dezember seine Befugnisse einer Bundeszentralkommission.
Zwischen dem 6. November 1848 und dem 9. Januar 1849 musste die Nationalversammlung für insgesamt 40 Sitzungen in die deutsch-reformierte Kirche am Kornmarkt ausweichen, da in der Paulskirche eine der ersten Zentralheizungen Deutschlands eingebaut wurde. Bis dahin hatte die „unerträgliche Kälte“ in der Kirche jeden Winter für Verdruss gesorgt; nunmehr sorgten zwei mit Steinkohle befeuerte Heizkessel und eine für die damalige Zeit hochmoderne Warmwasser-Fußbodenheizung für angenehme 15 °R (18 °C) bei einer Außentemperatur von −8 °R (−10 °C). Gleichzeitig hatte die Kirche eine Gasbeleuchtung aus 37 Lüstern erhalten.

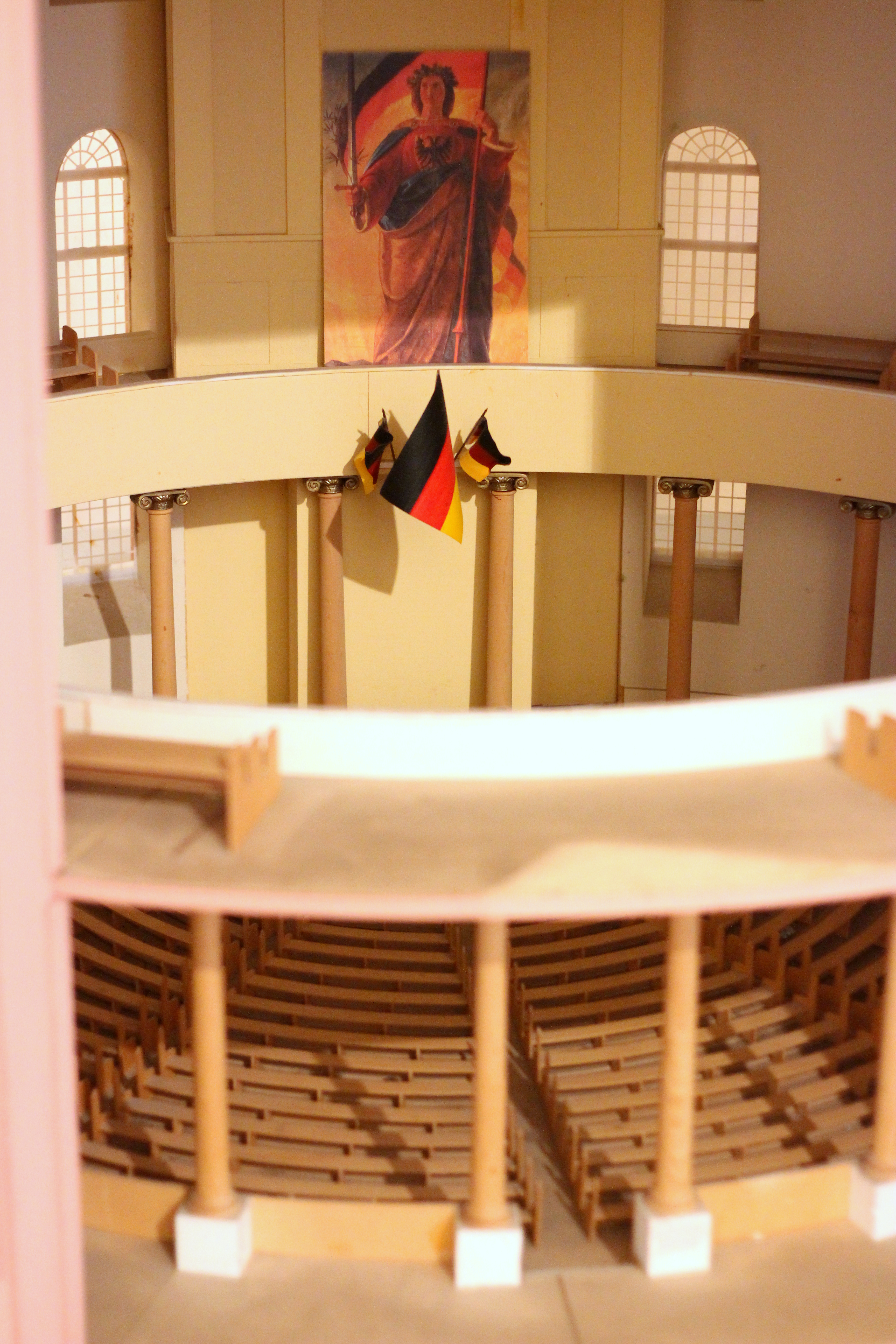
Modell der Paulskirche in der Erinnerungsstätte für die Freiheitsbewegungen in der deutschen Geschichte

Am 28. März 1849 verabschiedete die Nationalversammlung eine Verfassung für das deutsche Reich, die heute Frankfurter Reichsverfassung oder Paulskirchenverfassung genannt wird. Der preußische König Friedrich Wilhelm IV. lehnte jedoch die Würde eines Kaisers der Deutschen ab. Preußen und Österreich, auch andere Staaten, verlangten von den Abgeordneten aus ihren Ländern, ihr Mandat aufzugeben.
Im Mai 1849 kam es in verschiedenen deutschen Staaten, vor allem in Baden, zu Aufständen zur Durchsetzung der Frankfurter Reichsverfassung (Reichsverfassungskampagne), die mit preußischer Hilfe mit Waffengewalt niedergeschlagen wurden. Am 31. Mai 1849 beschloss die Mehrheit der noch in Frankfurt verbliebenen Abgeordneten, die Nationalversammlung nach Stuttgart zu verlegen, um sich dem preußischen Zugriff zu entziehen. Damit endete nach etwas mehr als einem Jahr die Rolle der Paulskirche als Parlamentssitz.
Der Kirchengemeinde stand die Paulskirche über vier Jahre lang nicht zur Verfügung, von März 1848 bis Juni 1852. Während dieser Zeit nutzte man die Alte Nikolaikirche am Römerberg, die bereits während der langen Bauzeit als Ausweichquartier gedient hatte.

### Paulskirche bis 1918

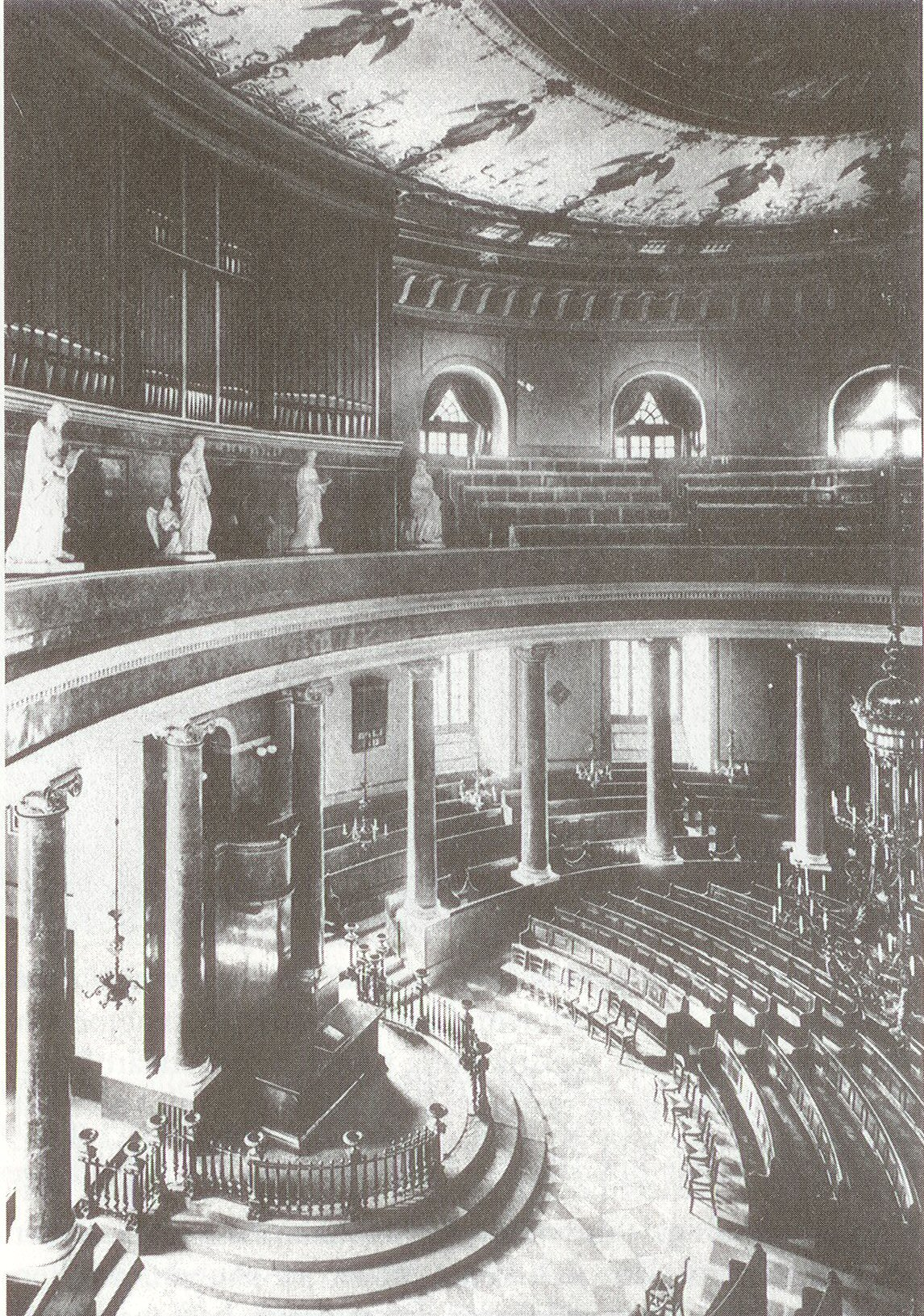
Innenansicht nach der Renovierung 1892

Nach der Rückgabe der Paulskirche an die Kirchengemeinde wurde 1856 eine von Anfang an geplante Einfriedung um den Altar gebaut. Nach dem Dombrand vom 14. August 1867 richtete man eine Feuerwache auf dem Turm ein (bis 1878).
In den Jahren 1892/1893 erfolgte die erste größere Renovierung des Innenraums: Der Maler Karl Grätz schmückte die Decke mit Bildern der vier Propheten Jesaja, Jeremia, Ezechiel und Daniel und mit 16 betenden Engeln. Auf der Brüstung der Empore wurden vor dem Orgelprospekt Statuen der vier Evangelisten Matthäus, Markus, Lukas und Johannes aufgestellt.
Auch nach dem Verlust der staatlichen Unabhängigkeit und der Annexion durch Preußen 1866 blieb Frankfurt noch bis 1899 bei der aus dem Mittelalter überlieferten Kirchenverfassung. Das Stadtgebiet einschließlich Sachsenhausens bildete eine eigene Landeskirche, die Evangelische Kirche im Konsistorialbezirk Frankfurt am Main mit einer einzigen Gemeinde. Die (seit 1830) zwölf Pfarrer – davon zwei an der Paulskirche – waren städtische Beamte und wurden auf den König von Preußen als Inhaber des Kirchenregiments vereidigt.
Erst am 27. September 1899 wurde die Kirchengemeinde- und Synodalordnung erlassen, in der die Vereinigung des lutherischen und reformierten Konsistoriums und die Aufteilung des Stadtgebiets in sechs lutherische Gemeinden, darunter auch die Paulsgemeinde, und zwei reformierte Gemeinden festgelegt wurde. Bislang hatten die evangelischen Frankfurter Familien selbst zu wählen, zu welcher Kirche oder zu welchem Prediger sie sich halten wollten; nunmehr wurden auch in Frankfurt Parochien eingeführt. Die Paulsgemeinde, die den dichtbesiedelten südlichen und östlichen Teil der Altstadt umfasste, zählte zu dieser Zeit bis zu 20.000 Gemeindeglieder.
In der Kaiserzeit fanden in der Paulskirche zahlreiche nationale Gedächtnisfeiern statt. Man ehrte die Parlamentarier Ernst Moritz Arndt, Ludwig Uhland und Wilhelm Jordan. 1908 fand die Eröffnungsfeier zum 11. Deutschen Turnfest statt, bei der 12.000 Turner aus aller Welt die Paulskirche besuchten und eine Gedenktafel mit Silberband an Friedrich Ludwig Jahns Platz im Parlament angebracht wurde. Nachdem am 10. März 1913 unter großer öffentlicher Anteilnahme die Jahrhundertfeier zum Gedächtnis der Freiheitskriege stattgefunden hatte, war die Paulskirche endgültig zu einer nationalen Gedenkstätte geworden.

### Weimarer Republik

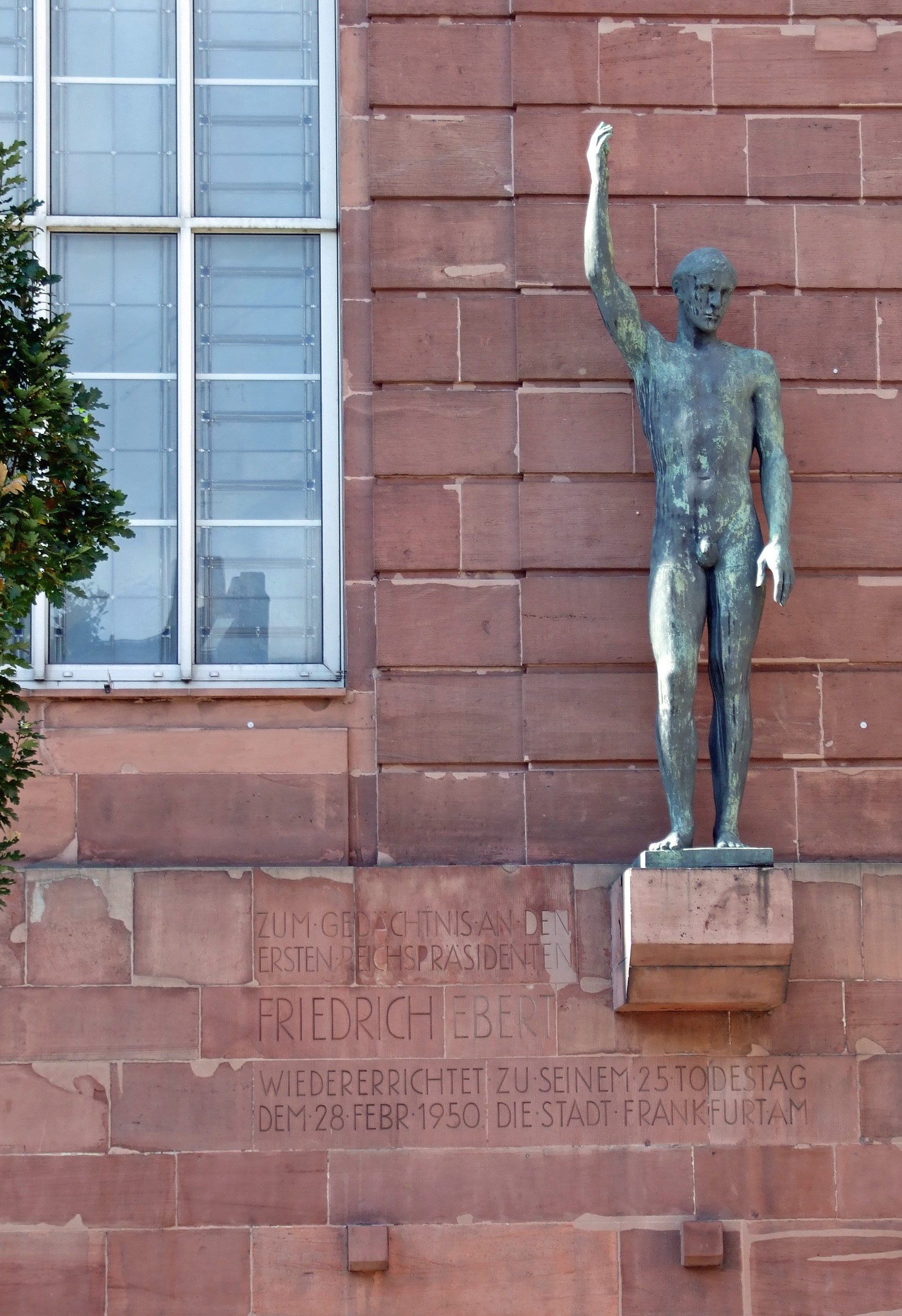
Ebert-Denkmal von Richard Scheibe

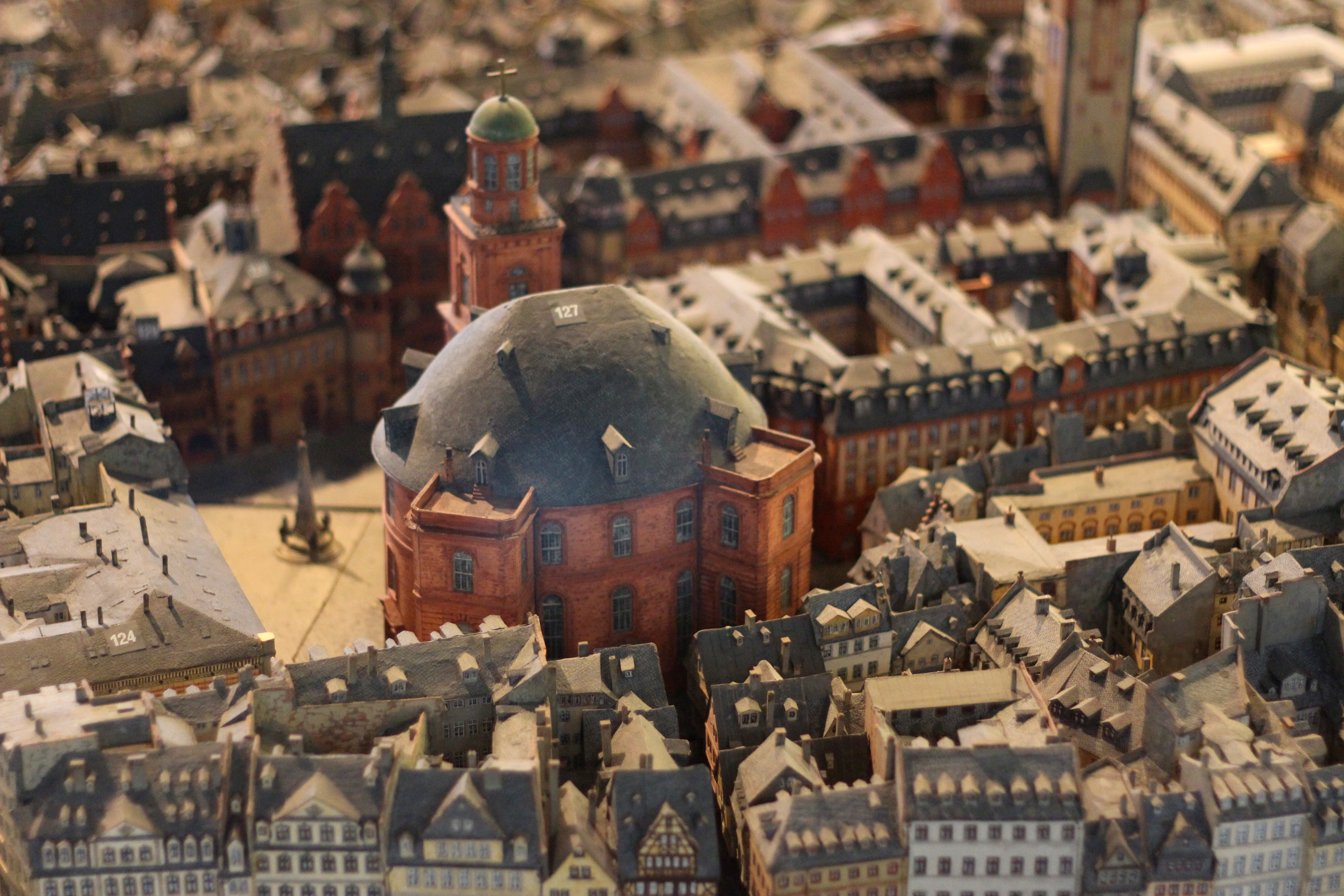
Paulskirche noch mit Runddach im ab 1926 entstandenen Treuner-Altstadtmodell von Frankfurt

Mit der Novemberrevolution fiel das Landesherrliche Kirchenregiment in sich zusammen. Bei den demokratischen Kräften setzten sich die Anhänger einer Trennung von Staat und Kirche durch, wie sie bereits in der Paulskirchenverfassung gefordert worden war. Noch im November 1918 erließ der neue preußische Kulturminister und aktive Kirchengegner Adolph Hoffmann eine Reihe von entsprechenden Verordnungen und ließ den Religionsunterricht als ordentliches Lehrfach aufheben. Hoffmann schied allerdings schon Anfang 1919 aus gesundheitlichen Gründen aus seinem Amt, und die gemäßigten Kräfte drangen auf eine öffentlich-rechtliche Gestaltung des Verhältnisses von Staat und Kirche. In der Weimarer Reichsverfassung vom August 1919 wurden Religionsfreiheit und kirchliches Selbstbestimmungsrecht garantiert.
Die Folgen des Ersten Weltkriegs, vor allem die Inflation von 1923, führten zu einer zunehmenden Verelendung der Altstadt. Davon war die Paulsgemeinde besonders betroffen. Unterstützungsvereine wie der „Evangelische Volksdienst“ mit ehrenamtlichen Helfern kümmerten sich insbesondere um die zahlreichen Jugendlichen, deren Zukunftsperspektiven wegen der sozialen Misere düster waren. Der wachsenden Kirchenferne in der organisierten Arbeiterbewegung versuchte man durch eine „Christliche Volksmission“ zu begegnen.
Politisch gehörten die meisten Pfarrer der Frankfurter Kirche dem deutschnationalen Lager an. Sie standen der Republik misstrauisch gegenüber und fürchteten einen allgemeinen Verfall von Sitten und Moral als Folge der zunehmenden Entkirchlichung der Gesellschaft. Die Sozialdemokratie und vor allem die kommunistische Gottlosenbewegung lehnten sie vehement ab. Besonders hervorzuheben ist der 1918 bis 1925 und 1929 bis 1939 an der Paulskirche wirkende Karl Veidt (1879–1946). Veidt war ein profilierter Theologe, und zugleich Abgeordneter der Deutschnationalen Volkspartei im Reichstag und im preußischen Landtag.
Die Paulskirche wurde in den 1920er Jahren zu einem Brennpunkt politischer Auseinandersetzungen, da sie sowohl für die Kirche als auch für die kirchenfernen Parteien der Weimarer Republik ein Symbol war. Seit 1922 fanden jährlich am 11. August die Verfassungsfeiern in der Kirche statt. Zur Gedächtnisfeier für das 75-jährige Jubiläum der Nationalversammlung 1923 kamen Vertreter der Reichsregierung, aller deutscher Staaten und Österreichs.
Als das erste freigewählte deutsche Staatsoberhaupt, der Reichspräsident Friedrich Ebert, starb, beschloss der Frankfurter Magistrat am 2. März 1925, ihm ein Denkmal an der Paulskirchenfassade zu widmen. Der Bildhauer Richard Scheibe entwarf in nur sieben Tagen eine monumentale männliche Aktfigur aus Bronze, die in der östlichen Nische zwischen Turm und Kirchenhalle in vier Metern Höhe auf einem Steinsockel aufgestellt wurde.
Gegen das Denkmal protestierte der damalige Kirchenvorstand der Paulsgemeinde. Die sozialdemokratische Volksstimme antwortete daraufhin am 28. Juli 1926.
Der Kirchenvorstand der Paulskirche, der sich bekanntlich seit langer Zeit schon als Parteifiliale der Deutschnationalen und Völkischen betrachtet, erdreistet sich, in einem Schreiben an den Magistrat gegen die Aufstellung eines Ebertgedenksteins an der Paulskirche Stellung zu nehmen.
Die Zeitung interpretierte den Protest also rein politisch; auf die moralischen und ästhetischen Bedenken der konservativen Kirchenvertreter gegen die Statue eines nackten Mannes an der Kirche ging sie nicht ein.
Letztlich setzte sich die Behörde als Eigentümer der Kirche gegen den Widerstand der Gemeinde durch. Am 11. August 1926 weihte Oberbürgermeister Ludwig Landmann anlässlich der Verfassungsfeier die Denkmalstatue ein. Das Gemeindeblatt „Der Paulskirchenbote“ kommentierte das Denkmal sarkastisch: „Deutschland, dem man selbst das letzte Hemd noch ausgezogen hat“ – Eine Anspielung auf den nackten Jüngling und die Reparationszahlungen, zu denen Deutschland aufgrund des Versailler Vertrages verpflichtet war.
Welche Verbitterung in der Gemeinde über die staatliche Inanspruchnahme der Kirche herrschte, zeigt ein Zitat von Pfarrer Struckmeier aus der Festschrift zum hundertjährigen Bestehen der Paulskirche 1933.
Zu den Versuchen, die Paulskirche der demokratisch-republikanisch-pazifistischen Idee dienstbar zu machen, müssen die jahrelang von den Behörden in der Kirche veranstalteten Verfassungsfeiern gerechnet werden, in denen Redner zu Wort kamen, deren Gedankengänge mit nationalem, geschweige denn mit christlichem Geist nichts mehr zu tun hatten … Der sichtbarste und eindrucksvollste Versuch nach dieser Richtung war die Anbringung des Ebert-Gedächtnis-Males an der Außenwand der Kirche … Es bedurfte erst einer nationalen Revolution, um diesem Akt der Vergewaltigung nationalen und evangelischen Empfindens ein Ende zu bereiten.
Nach der Machtübernahme der Nationalsozialisten wurde das Denkmal am 12. April 1933 abgebaut. Die inzwischen illegal publizierende „Arbeiterzeitung“ der KPD kommentierte in ihrer April-Ausgabe:
Ohne Ebert, Noske, Severing usw. wäre es doch unmöglich gewesen, daß heute SA und SS herumläuft. Wir Kommunisten machen den Nazis den Vorschlag, das Ebert-Standbild wieder an seinen alten Platz zu bringen und ihm den höchsten Nazi-Orden um den Hals zu hängen für unsterbliche Verdienste für die Reaktion.
Das Denkmal überstand die Zeit des Nationalsozialismus eingelagert im Keller des Völkerkundemuseums, wurde aber nach dem Krieg nicht mehr an seinem ursprünglichen Ort aufgestellt, da sich der Künstler dagegen aussprach. Stattdessen schuf er mit Einwilligung der Stadt eine neue, stärker an den klassischen Idealen orientierte Figur, die am 28. Februar 1950 eingeweiht wurde.

### Zeit des Nationalsozialismus

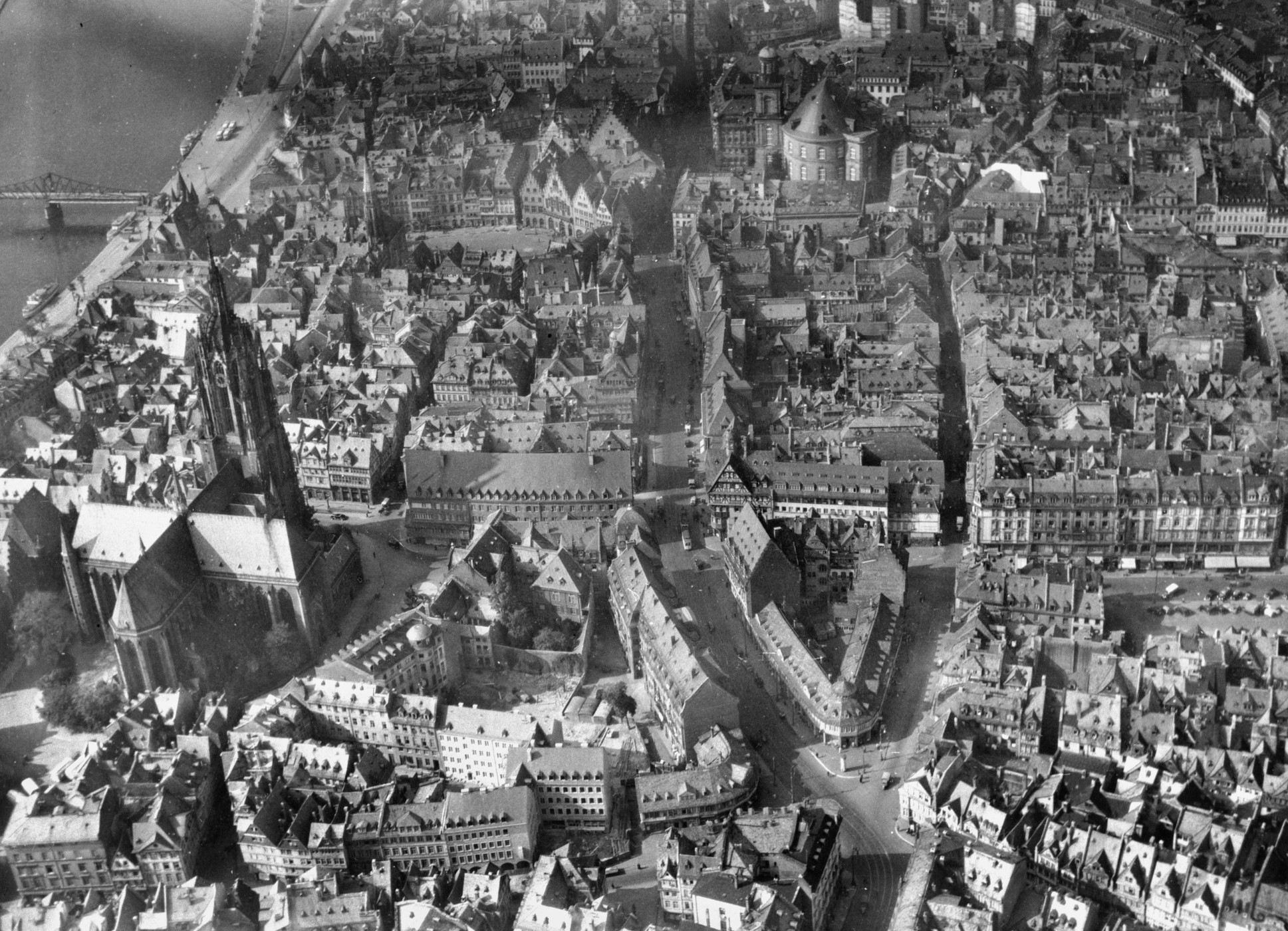
Luftbild der Altstadt vor ihrer Zerstörung (1942)

Nach der nationalsozialistischen Machtübernahme, die sich in Frankfurt mit der Kommunalwahl vom 12. März 1933 vollzog, begrüßte die Kirche zunächst die „nationale Revolution“ und versuchte, sie mit ihrem Gedanken einer umfassenden Volksmission zu verknüpfen. Am 21. März predigte Pfarrer Veidt vor etwa 1.500 Besuchern, darunter zahlreiche Schutzpolizisten, in einem Gottesdienst aus Anlass der Reichstagseröffnung, des „Tages von Potsdam“ und kritisierte die Weimarer Republik in scharfen Worten: „Es war nicht nur ein Verbrechen, sondern auch offenkundige Torheit, dass in der Revolution des Jahres 1918 und bei dem Staatsneubau 1919 bewusst der Bruch mit den nationalen, geistigen, sittlichen und religiösen Kräften, die unser Volk gestaltet und groß gemacht haben, vollzogen wurde.“ Er warnte, die nationale Bewegung müsse „über kurz oder lang versanden, […] wenn sie nicht ihre tragende Kraft […] bei Jesus und aus dem Evangelium“ hole. „Staat, Volk und Volkstum gehören in den Bereich des Vergänglichen, während Ausgangspunkt und Ende des Reiches Gottes in der Ewigkeit liegen.“ Anders als viele seiner Amtsgenossen war Veidt bereits seit 1929 ein profilierter Gegner des Nationalsozialismus. Aus Protest gegen den politischen Kurs Alfred Hugenbergs war er von der DNVP zum Christlich-Sozialen Volksdienst gewechselt, für den er bis 1933 Abgeordneter im preußischen Landtag war.
Veidt gehörte bald nach der Machtübernahme zu den führenden Vertretern des Pfarrernotbundes und war ab 1934 Vorsitzender des Landesbruderrates Nassau-Hessen der Bekennenden Kirche. Er wurde zu einer der Hauptfiguren des Kirchenkampfes in Frankfurt. Im Herbst 1934 wurde er durch die Kirchenleitung gemaßregelt und strafversetzt. Veidt hatte gegen den zwangsweisen Zusammenschluss der drei Evangelischen Landeskirchen von Frankfurt, Hessen und Nassau protestiert und gegen die Einsetzung des neuen Landesbischofs Ernst Ludwig Dietrich, eines Vertreters der völkischen Deutschen Christen. Veidt weigerte sich jedoch, seine Stelle an der Paulskirche zu räumen und klagte vor dem Frankfurter Landgericht gegen die Kirchenleitung. Am 10. März 1935 wurden die Schlösser der Paulskirche und der Alten Nikolaikirche getauscht, um ihn am Betreten der Kirche zu hindern. Mit Hilfe einiger Anhänger gelangte er dennoch in die Alte Nikolaikirche und hielt dort den ganzen Tag über eine Predigt nach der anderen. Oberbürgermeister Friedrich Krebs verfügte daraufhin am 16. März unter Berufung auf das Eigentumsrecht der Stadt die Schließung der Paulskirche, wurde jedoch am 9. April durch den Regierungspräsidenten in Wiesbaden angewiesen, sich neutral zu verhalten. Am 30. April gewann Veidt seinen Prozess gegen die Kirchenleitung. Die Disziplinarmaßnahmen wurden zurückgenommen, und ab Herbst 1935 durfte Veidt wieder als Paulskirchenpfarrer amtieren. Obwohl er seinen Kampf gegen die Landeskirche erfolgreich durchgestanden hatte, war er in den folgenden Jahren zunehmender Verfolgung durch die Gestapo ausgesetzt. Veidt wurde mit Redeverbot belegt und mehrfach in Haft genommen. 1939 wechselte er an die Matthäuskirche im Westend, wo er den Krieg und die Zerstörung der Stadt miterlebte.
Im Zweiten Weltkrieg wurde die Paulskirche beim ersten Bombenangriff auf die Innenstadt am 4. Oktober 1943 von fünf Brandbomben getroffen, die jedoch rasch gelöscht werden konnten und keinen Schaden anrichteten. Daraufhin verstärkte man die Brandschutzmaßnahmen. Decken und Gebälk wurden mit feuerhemmenden Mitteln imprägniert und alle Türen mit Asbestplatten abgeschirmt. In der Kirche wurde eine Brandwache eingerichtet.
Am 12. März 1944 fand der letzte Gottesdienst in der Kirche statt. Am 18. März 1944 folgte der nächste schwere Luftangriff, der vor allem in der östlichen Altstadt schwere Schäden verursachte. Die Paulskirche und ihre Umgebung blieben zunächst unversehrt, gegen Ende des Angriffs trafen jedoch einige Brandbomben und setzten das Dach in Brand. Da die vorbereiteten Feuerlöschschläuche wegen des Druckabfalls in den Hydranten nicht eingesetzt werden konnten, fraß sich der Brand durch den Dachstuhl, bis das Gebälk zusammenstürzte und auch den Innenraum zerstörte. Vier Tage später fand der nächste Bombenangriff statt, der auch die restliche Altstadt Frankfurts fast vollständig zerstörte.

### Wiederaufgebaute Paulskirche als Nationaldenkmal

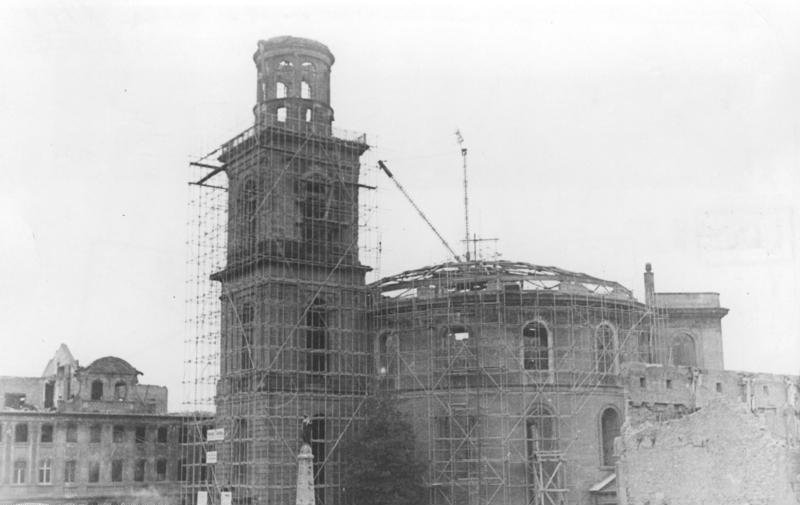
Wiederaufbau der Kirche 1947

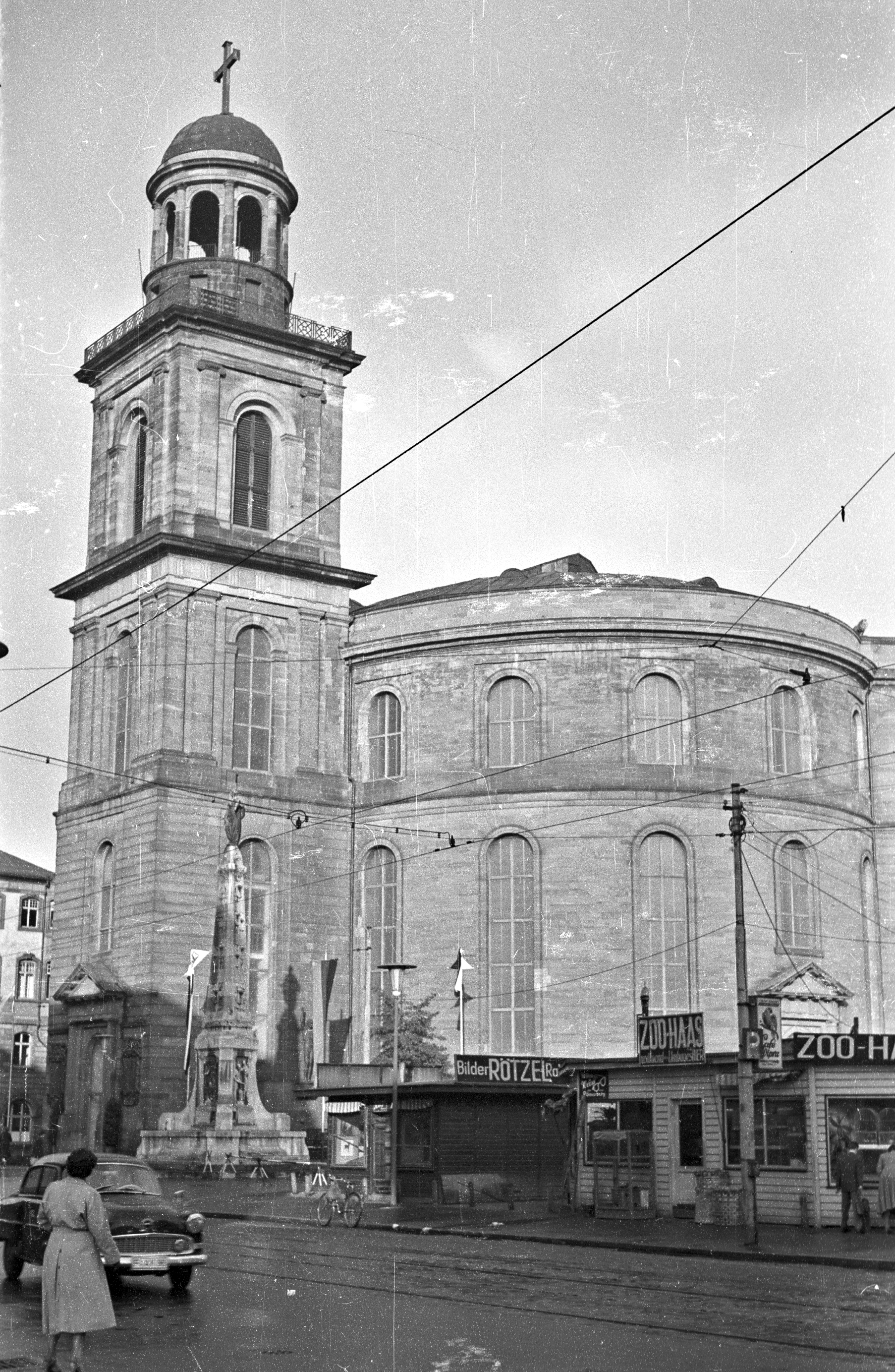
Paulskirche in den 1950er-Jahren

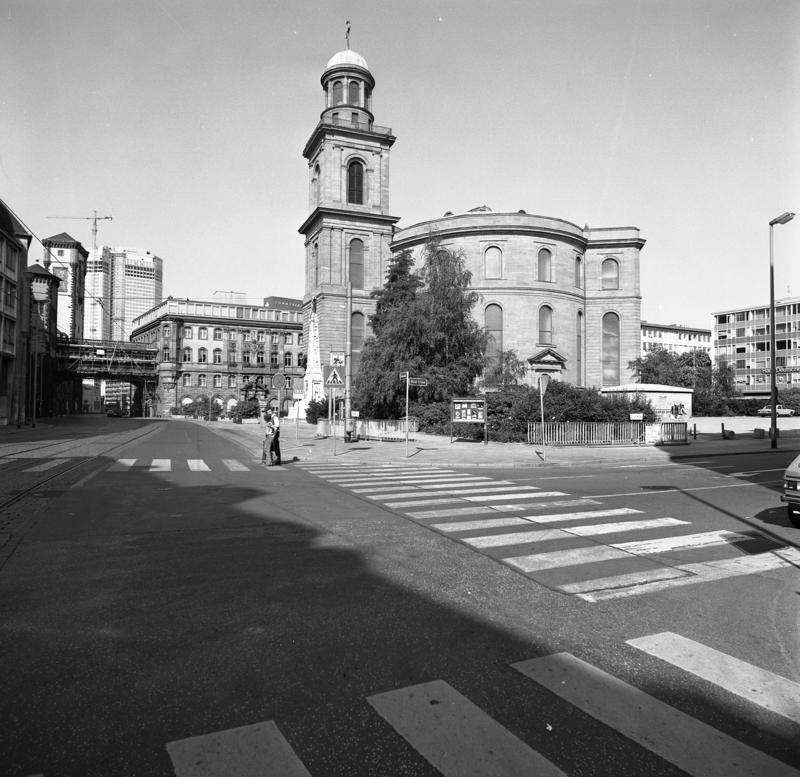
Paulskirche 1976

Als nationales Symbol für die Freiheit und aufgrund ihrer Rolle als Wiege der Demokratie in Deutschland wurde sie als eines der ersten Gebäude in Frankfurt nach dem Zweiten Weltkrieg unter der Leitung von Rudolf Schwarz (zusammen mit Eugen Blanck, Gottlob Schaupp und Johannes Krahn) wieder aufgebaut. Am 17. März 1947 wurde der neue Grundstein gelegt.
Vorangegangen war eine heftige Debatte, die sich am Beispiel der Paulskirche auch grundsätzlich mit dem Wiederaufbau der zerstörten deutschen Städte auseinandersetzte. 1946 hatte die Stadtkanzlei den Kunsthistoriker Fried Lübbecke mit der Leitung des Wiederaufbaus der Paulskirche beauftragt. Lübbecke war zu diesem Zeitpunkt bereits öffentlichkeitswirksam als Befürworter einer Rekonstruktion des zerstörten Stadtbilds aufgetreten. Zudem hatte er eine Leitungsposition in der Paulskirchengemeinde inne. Im November 1946 wurde ein Architektenwettbewerb ausgeschrieben. Unter den 109 Bewerbungen setzten sich Entwürfe durch, die die Paulskirche modernisiert wiederaufbauen wollten. Es folgten zum Teil auch publizistisch ausgetragene Auseinandersetzungen, in denen der zweitplatzierte Architekt Franz Throll und Lübbecke als Fürsprecher einer weitgehenden Rekonstruktion der alten Paulskirche auftraten. Besonders wurden die Entfernung der oberen Galerie und das flachere Dach kritisiert. Auch die Funktionen der beauftragten Architekten im „Dritten Reich“ wurde dabei kritisiert. Vor allem Baustadtrat Eugen Blanck trat der Kritik am Siegerentwurf als Fürsprecher der Modernisten entgegen. Als er sich nicht durchsetzen konnte, ließ Lübbecke im Februar 1947 seine Tätigkeit im Rahmen des Paulskirchenprojekts ruhen und trat im Oktober ganz von dieser Funktion zurück.
Umstritten war auch das Eigentum des Kirchenbaus. Während die lutherische Gemeinde der Stadt Frankfurt als Gegenleistung für den Wiederaufbau ein auf zehn Jahre befristetes Nutzungsrecht in der Folge der Hundertjahrfeier des Paulskirchenparlaments einräumen wollte, strebte die Stadtspitze eine Profanierung und die eigene Kontrolle an. Letztlich setzte sich die Stadt in diesem Streit durch.
Der Wiederaufbau wurde auch über die Stadt hinaus politisch aufgeladen. So warb Oberbürgermeister Walter Kolb in einem Aufruf vom 20. Januar 1947 um internationale Unterstützung und ausdrücklich auch aus allen alliierten Besatzungszonen. Dieser Aufruf war erfolgreich. So stiftete die britische Besatzungszone eine Glocke, vier weitere wurden in Apolda in der sowjetischen Besatzungszone gefertigt. Rund die Hälfte der vier Millionen Reichsmark Geldbeiträge zu dem Vorhaben, die bis zur Währungsreform 1948 eingingen, stammten aus Spenden. Die noch folgenden 700.000 D-Mark kamen mehrheitlich aus öffentlichen Kassen.
Aus Kostengründen und Mangel an Baumaterial wurde beim Wiederaufbau die ursprüngliche Innengestaltung stark verändert. Ein neuer Zwischenboden trennt das Untergeschoss, das heute als Ausstellungsraum dient, vom eigentlichen Saal im Obergeschoss. Vor allem aber wurden anstelle der früheren Kuppel ein Flachdach gebaut und Milchglasfenster eingesetzt.
Zum hundertjährigen Jubiläum der Nationalversammlung am 18. Mai 1948 wurde die wiederaufgebaute Kirche eröffnet. Die Festansprache hielt Fritz von Unruh. Seine „Rede an die Deutschen“ war eine kritische Analyse der NS-Zeit. Am 28. August 1948 bekam Fritz von Unruh in der Paulskirche den Goethepreis der Stadt Frankfurt verliehen. Seit 1949 wird der Goethepreis i. d. R. alle drei Jahre in der Paulskirche verliehen.
Durch die Zerstörungen im Zweiten Weltkrieg war die Wohnbevölkerung der Altstadt stark zurückgegangen. Die kleiner gewordene Paulsgemeinde benötigte keine so große Kirche mehr. Sie erhielt deshalb 1949 die wesentlich kleinere Alte Nikolaikirche am Römerberg als Gemeindekirche zugewiesen. Am 12. Mai 1953 wurde die Paulskirche aus der bisherigen Dotationsverpflichtung herausgenommen und gegen das Dominikanerkloster getauscht. Dabei verpflichtete sich die Stadt, dass das Kreuz auf der Kirche nicht entfernt werden darf. Der Evangelischen Kirche in Hessen und Nassau steht seither ein Nutzungsrecht zu, von dem sie jedoch selten Gebrauch macht, da der Raum heute für Gottesdienste wenig geeignet ist. Stattdessen entwickelte sich die an der Hauptwache gelegene Katharinenkirche zur evangelischen Hauptkirche Frankfurts.
Seit 1948 ist die Paulskirche somit keine Kirche mehr, sondern wird hauptsächlich für Ausstellungen und staatliche oder städtische Veranstaltungen genutzt. Am bekanntesten ist die Verleihung des Friedenspreises des Deutschen Buchhandels im Rahmen der jährlichen Frankfurter Buchmesse. Die ersten beiden Buchmessen wurde 1949 und 1950 noch in der Paulskirche abgehalten, danach wurde sie auf das Messegelände verlegt.
In der Kirche fand 1955 ein Kongress von Mitgliedern von SPD, DGB und Gesamtdeutscher Volkspartei gegen die Wiederbewaffnung statt. Die sich anschließende kurzlebige außerparlamentarische Bewegung wurde als Paulskirchenbewegung bekannt.
Am 25. Juni 1963 besuchte der US-Präsident John F. Kennedy Frankfurt und sprach dabei auch in der Paulskirche. In seiner Ansprache wies er darauf hin, dass „kein anderes Gebäude in Deutschland begründeteren Anspruch auf den Ehrentitel der Wiege der deutschen Demokratie erheben“ könne.
Von 1988 bis 1991 wurde die Paulskirche renoviert. Dabei erhielt sie neue Fenster, die an die historischen Fenster vor 1944 erinnerten. Die ebenfalls diskutierte Wiederherstellung des alten Kuppeldaches unterblieb jedoch; das schlichte Flachdach der Nachkriegszeit galt inzwischen ebenfalls als denkmalschutzwürdig. Am 16. April 1991 wurde das kolossale Wandgemälde Der Zug der Volksvertreter zur Paulskirche des Berliner Malers Johannes Grützke feierlich enthüllt.
Am 12. Juni 1994 spannte der französische Artist Philippe Petit ein 300 Meter langes Seil zwischen Paulskirche und Dom und vollführte darauf einen dreißigminütigen Hochseillauf. In 60 bis 70 Metern Höhe stellte er wichtige Ereignisse aus der Frankfurter Geschichte mimisch dar. Die Vorführung wurde vom Radio-Sinfonie-Orchester Frankfurt des Hessischen Rundfunks begleitet. Sie war ein Höhepunkt der 1200-Jahr-Feiern der Stadt Frankfurt am Main und kam auf Initiative des Varietés Tigerpalast zustande.
Zur 150-Jahr-Feier 1998 der Nationalversammlung wurde die Dauerausstellung „Die Paulskirche. Symbol demokratischer Freiheit und nationaler Einheit“ neu gestaltet.
Die 175-Jahr-Feier wurde in Frankfurt mit einem Paulskirchenfest vom 18. Mai 2023 bis 21. Mai begangen, bei welchem neben dem Paulsplatz und dem Römerberg auch der Mainkai miteinbezogen wurde. 250 000 Besucher zählte die Stadt Frankfurt während der 4 Tage dauernden „Mischung aus Diskurs und Volksfest“. In zahlreichen Veranstaltungen, Diskussionsrunden, Konzerten, Ausstellungen und Workshops wurde sowohl der Eröffnung der Nationalversammlung als auch demokratischer Errungenschaften gedacht. Bundespräsident Steinmeier würdigte in einem Festakt die nationale Bedeutung der Paulskirche: Sie sei „ein Schatz nationaler Bedeutung, den wir gemeinsam zum Glänzen bringen sollten“.

### Sanierung
2017 gab der Frankfurter Magistrat ein Gutachten in Auftrag, um den Sanierungsbedarf der Paulskirche festzustellen. Die erforderlichen Arbeiten sollen bis zum 175. Jubiläum der Nationalversammlung und dem 75. Jahrestag des Wiederaufbaus der Paulskirche 2023 abgeschlossen sein. Zudem soll die Paulskirche zum Lernort der Demokratie aufgewertet und um ein Besucher- und Dokumentationszentrum erweitert werden. Bundespräsident Steinmeier forderte, die Gestaltung der Paulskirche als „moderne Erinnerungsstätte für die Demokratie“ aus Bundesmitteln zu unterstützen.
Ausgelöst durch einen Aufruf von Benedikt Erenz in der Zeit im Oktober 2017 begann eine öffentliche Diskussion, ob im Rahmen der Sanierung der Bauzustand von 1848 mit historischem Kuppeldach und Emporen im Innenraum wiederhergestellt oder der Bauzustand von 1948 erhalten wird. Ersteres würde die Bedeutung der Paulskirche als evangelische Kirche und Tagungsort der Frankfurter Nationalversammlung betonen, letzteres die Bedeutung als Baudenkmal der deutschen Nachkriegsmoderne und Symbol des demokratischen Neubeginns Deutschlands. Erenz kritisierte, der Wiederaufbau von 1948 durch den Architekten Rudolf Schwarz habe zu einem „verlogenen Zustand“ geführt und sei mit einer „zweiten Zerstörung“ vergleichbar. Eine Sanierung müsse den Parlamentsraum von 1848 wieder erlebbar machen. Schwarz habe von der politischen Bedeutung der Paulskirche nichts begriffen und dem Bau eine „edle Buß- und Reu-Architektur“ verordnet, „als wäre ausgerechnet das Paulskirchenparlament schuldig gewesen am deutschen Sündenfall“. Die Bundesrepublik müsse die sich jetzt bietende Sanierungschance nutzen, um die Paulskirche „endlich so herzurichten und zu präsentieren, wie es der Urzelle, dem nationalen Kerngehäuse der deutschen Demokratie gebührt“.
Die Entscheidung in der Frankfurter Stadtverordnetenversammlung verzögert sich, da das Konzept für die Sanierung auf Wunsch des Oberbürgermeisters durch einen Bürgerdialog begleitet werden soll. Verantwortliche der Koalitionsparteien im Frankfurter Magistrat haben sich gegen eine Rekonstruktion des Zustandes von 1848 ausgesprochen. Diese würde „ein Denkmal wiedererstehen lassen, das an eine gescheiterte Demokratie erinnert“. Überdies sprächen praktischen Erwägungen dagegen, wie fehlender Platz für Garderoben und Empfänge, auch könnten die ehemals vorhandenen Emporen im Falle einer Rekonstruktion aus Brandschutzgründen gar nicht genutzt werden. Dem entgegnet Erenz, das Paulskirchenparlament sei nicht gescheitert, sondern „diejenigen, die sich diesen Grundrechten in den Weg gestellt und die Ideen von 1848 unterdrückt haben: das wilhelminische Kaiserreich und das NS-Regime“. Oberbürgermeister Peter Feldmann (SPD) erwarte hingegen einen Kompromiss zwischen Befürwortern einer Rekonstruktion und Anhängern des Bestandsbaus. Außerdem seien mögliche Gestaltungswünsche des Bundespräsidenten zu berücksichtigen.
Im November 2019 einigte sich die Frankfurter Ratskoalition aus CDU, SPD und Grünen darauf, lediglich eine Sanierung des Gebäudes vornehmen zu lassen und damit den historisch gewachsenen Zustand des Wiederaufbaus von 1948 zu erhalten. In der Nähe soll als Ergänzung ein „Haus der Demokratie“ als Neubau errichtet werden, wobei aber noch Unklarheit über den Standort und die Gestaltung besteht.

## Architektur

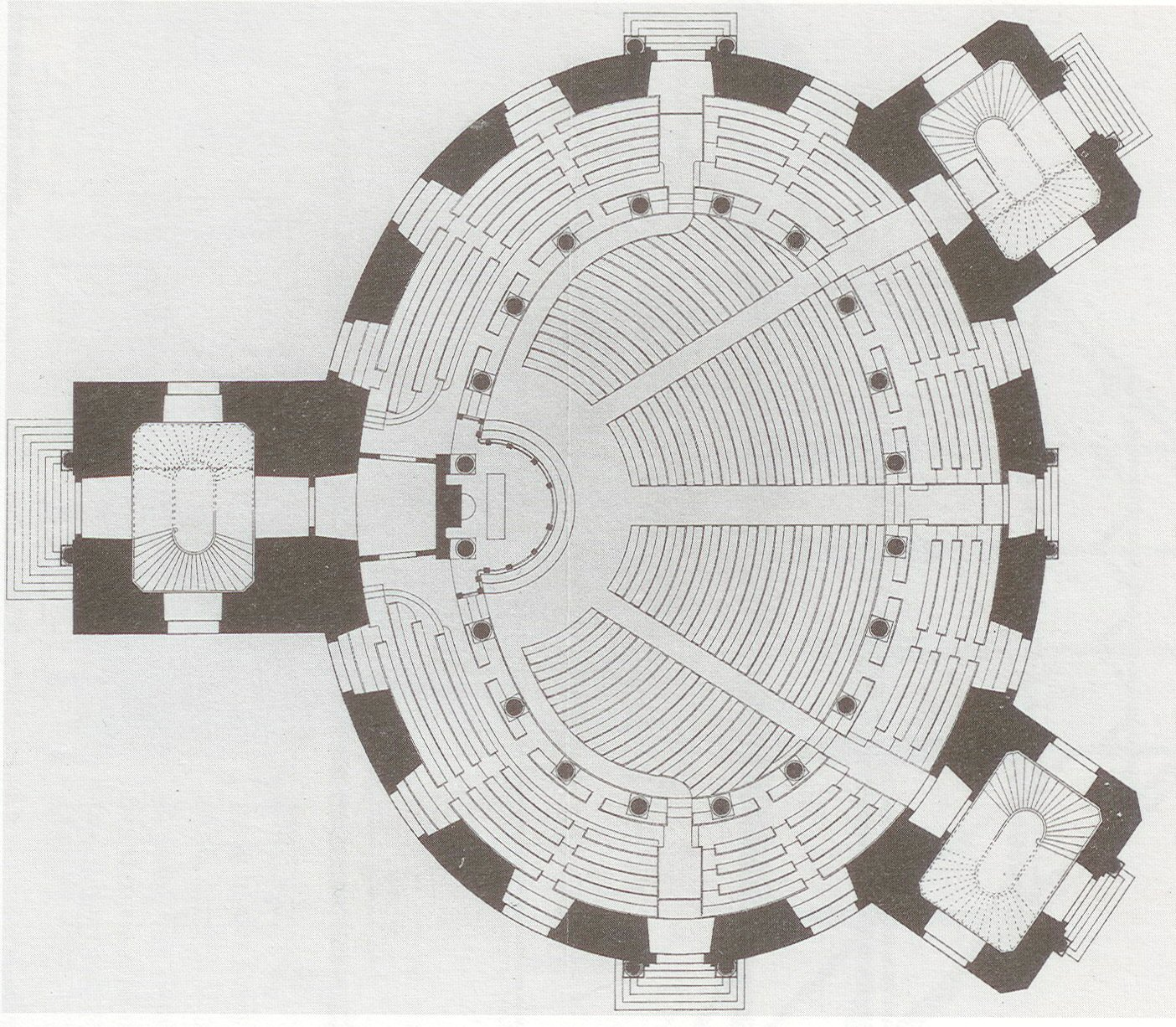
Grundriss, 1896

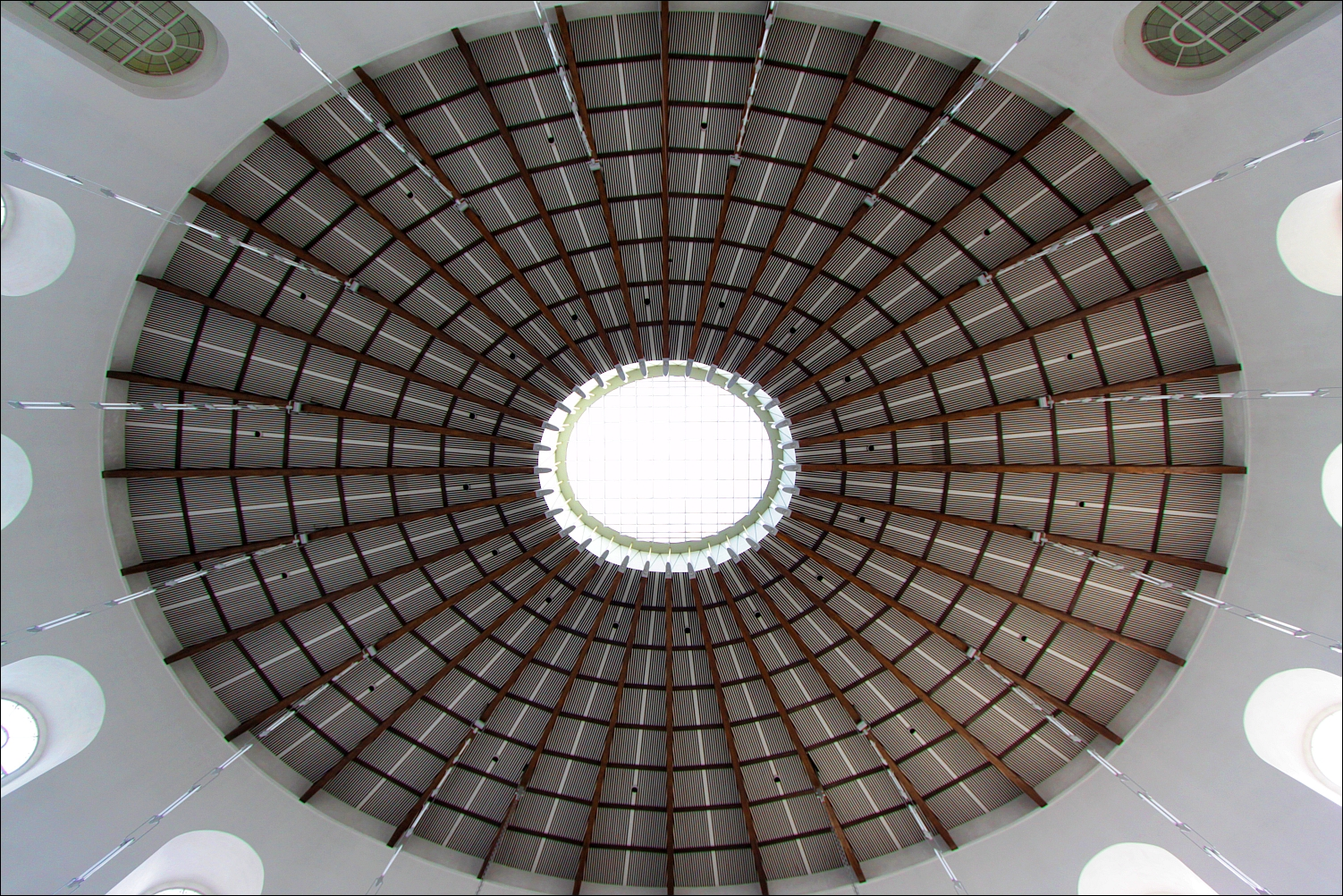
Oberlicht

Die Paulskirche ist ein klassizistischer Bau mit der Grundrissform einer Ellipse, deren längster Durchmesser ca. 40 Meter und deren kürzester Durchmesser ca. 30 Meter beträgt. Der Ellipse ist an der Längsseite im Süden ein dreigeschossiger Turm auf quadratischem Grundriss angelagert. Der Turmeingang ist mit einer Giebelfront geschmückt, die von zwei dorischen Halbsäulen getragen wird. Die Fensteröffnungen in den Obergeschossen des Turmes werden von flachen Pilastern gerahmt, im zweiten Geschoss von dorischen und im dritten Geschoss von ionischen. Die Traufe liegt in einer Höhe von 28 Metern.
An der Nordost- und Nordwestseite befinden sich zwei Treppenaufgänge, die bis zur Höhe der Attika hinaufreichen. Über der Attika erhob sich bis zur Zerstörung 1944 ein kuppelförmiges Deutsche Dach, das durch sieben kleine Mansarden aufgelockert war. Der Dachstuhl aus Tausenden von Bindern und Streben aus Tannen- und Eichenholz überspannte freitragend einen 37 Meter durchmessenden Tambour. Der ursprüngliche Entwurf von Johann Friedrich Christian Hess zeigte noch deutlicher das Vorbild des Pantheons in Rom. Er sah ein großes Oberlicht vor, um den Kirchenraum von oben zu beleuchten. Dieser Entwurf konnte jedoch aus Kostengründen nicht ausgeführt werden.
Beim Wiederaufbau nach dem Zweiten Weltkrieg verzichtete der Architekt Rudolf Schwarz auf die hohe Kuppel und errichtete ein nur leicht gewölbtes, mit Kupfer gedecktes Dach. Diese Entscheidung wurde später häufig kritisiert, doch ließen die Umstände des Wiederaufbaus nichts anderes zu. Allein der Mangel an Bauholz und qualifizierten Zimmerern hätte keine Rekonstruktion des komplizierten Dachgebälks zugelassen. Bei der herrschenden Wohnungsnot wäre es zudem politisch nicht zu rechtfertigen gewesen, einen noch größeren Aufwand für den Wiederaufbau eines Denkmals zu betreiben. Bei der Renovierung der Paulskirche 1984 bis 1988 respektierte man die Nachkriegsentscheidung und verzichtete auf die Wiederherstellung des ursprünglichen Zustandes.
In der Fachwelt wird der heutige Zustand kontrovers beurteilt. Der Kunsthistoriker Christian Welzbacher verglich die beiden Bauzustände mit den Worten, Schwarz habe „den evangelischen Sakralbau in einen katholischen Profanbau“ verwandelt. Der Architekturkritiker Dieter Bartetzko bezeichnete die Paulskirche im Zustand von 1948 als „der Ort, in dem der Büßergang nach dem Kriege baulich Gestalt angenommen hat“.
Im dritten Turmgeschoss ist der Glockenstuhl eingebaut. Darüber erhebt sich eine kupfergedeckte Laterne, in der 1838 durch den Physikalischen Verein eine astronomische Beobachtungsstation eingerichtet wurde. Nach den von hier aus täglich gegebenen Zeitsignalen justierte man bis 1893 die anderen Frankfurter Uhren.
Die Fassade der Paulskirche ist in zwei Geschosse gegliedert, die sich auf einem niedrigen Sockel erheben. Im Sockelgeschoss befanden sich ursprünglich keine Fenster, erst beim Wiederaufbau nach dem Krieg wurden auch hier Fensteröffnungen eingebracht, um das neu entstandene Untergeschoss zu beleuchten.
Große Rundbogenfenster im ersten und zweiten Geschoss sorgen für eine gute Beleuchtung des Innenraums. Der von Hess konzipierte Innenraum war nach Süden hin orientiert, wo sich an der Innenseite des Turms der Altar, darüber die Kanzel und auf der Empore die Orgel befanden. Die Empore wurde von 20 korinthischen Säulen getragen und bot 1200 Personen Platz. Im Parterre konnten über 500 Personen sitzen.
Alle Plätze orientierten sich nach Süden, zum Turmportal hin. Dort befanden sich Altar und Kanzel (in Form eines Kanzelaltars), darüber auf der Empore die Orgel. Symbolisch wurden damit die drei wesentlichen Elemente des lutherischen Gottesdienstes zusammengefasst, das Sakrament, die Verkündigung und der Lobpreis.
Bereits bei der Einweihung der Kirche zeigte sich ihre schlechte Akustik. Die Nachhallzeit war mit über fünf Sekunden viel zu lang und zwang den Prediger, unnatürlich langsam und gedehnt zu sprechen. Trotz mehrerer Versuche gelang es nie, die Probleme zu beheben. So wurde zunächst ein Schalldeckel über der Kanzel angeordnet. Um die Kirche als Versammlungssaal für die Nationalversammlung herzurichten, wurde eine zusätzliche, mit Leinwand bespannte und mit Leimfarbe gestrichene Holzdecke vom Dachstuhl abgehängt.
Beim Wiederaufbau wurde das Innenraumkonzept vollkommen verändert. Die Kirche erhielt ein Tiefgeschoß, in dem die nötigen Nebenräume eingerichtet wurden. Über eine Treppe im Turmeingang betritt man nun zunächst eine nur vier Meter hohe Wandelhalle mit einem Säulenkranz aus Marmor. Aus der Wandelhalle führen zwei Treppen entlang der geschwungenen Wand in den Saal hinauf, der somit wesentlich höher liegt als in der alten Kirche. Der 28 Meter hohe Festsaal ist betont schlicht gehalten, bis hin zum Gestühl, das an eine Aula oder ein Parlament erinnert. Durch den Verzicht auf die Emporen wirkt der Raum monumentaler als vor der Zerstörung. Einziger Schmuck der Wände sind die Flaggen der Bundesrepublik Deutschland, der sechzehn Bundesländer und der Stadt Frankfurt.

## Städtebauliche Situation

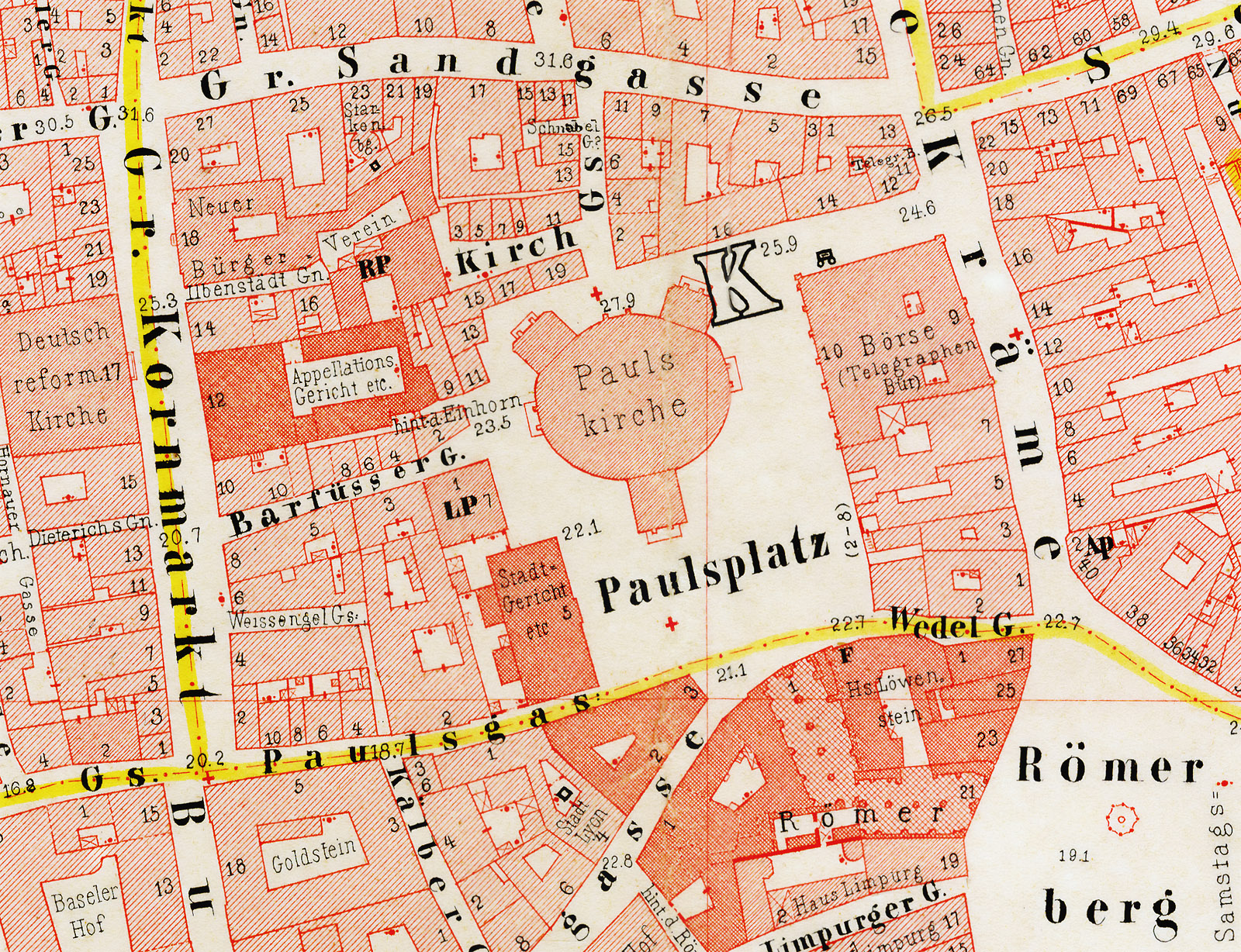
Die Paulskirche auf dem Ravenstein-Plan von 1861

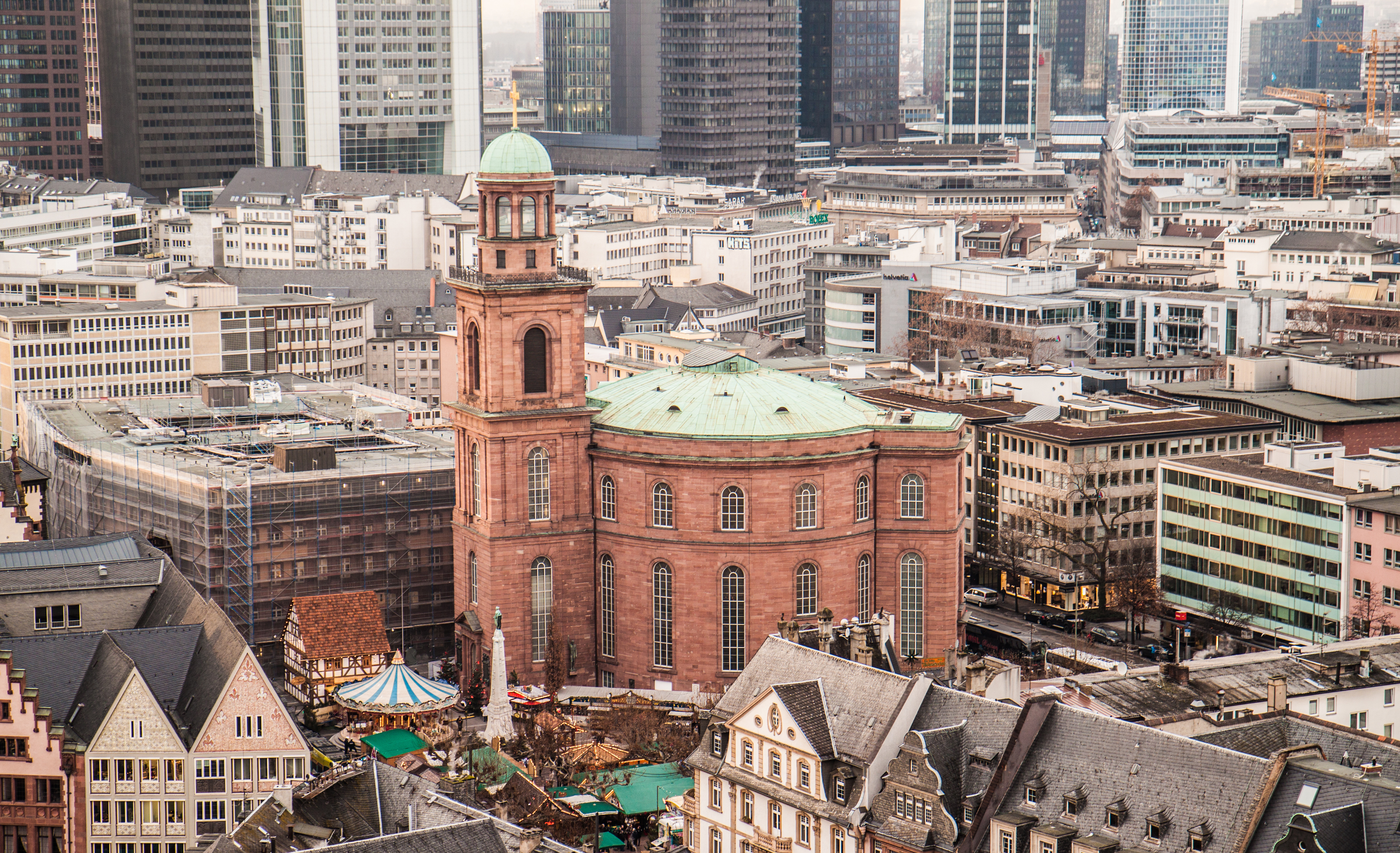
Blick vom Frankfurter Dom, vorne der wiederaufgebaute Römerberg der Altstadt, Dez. 2012

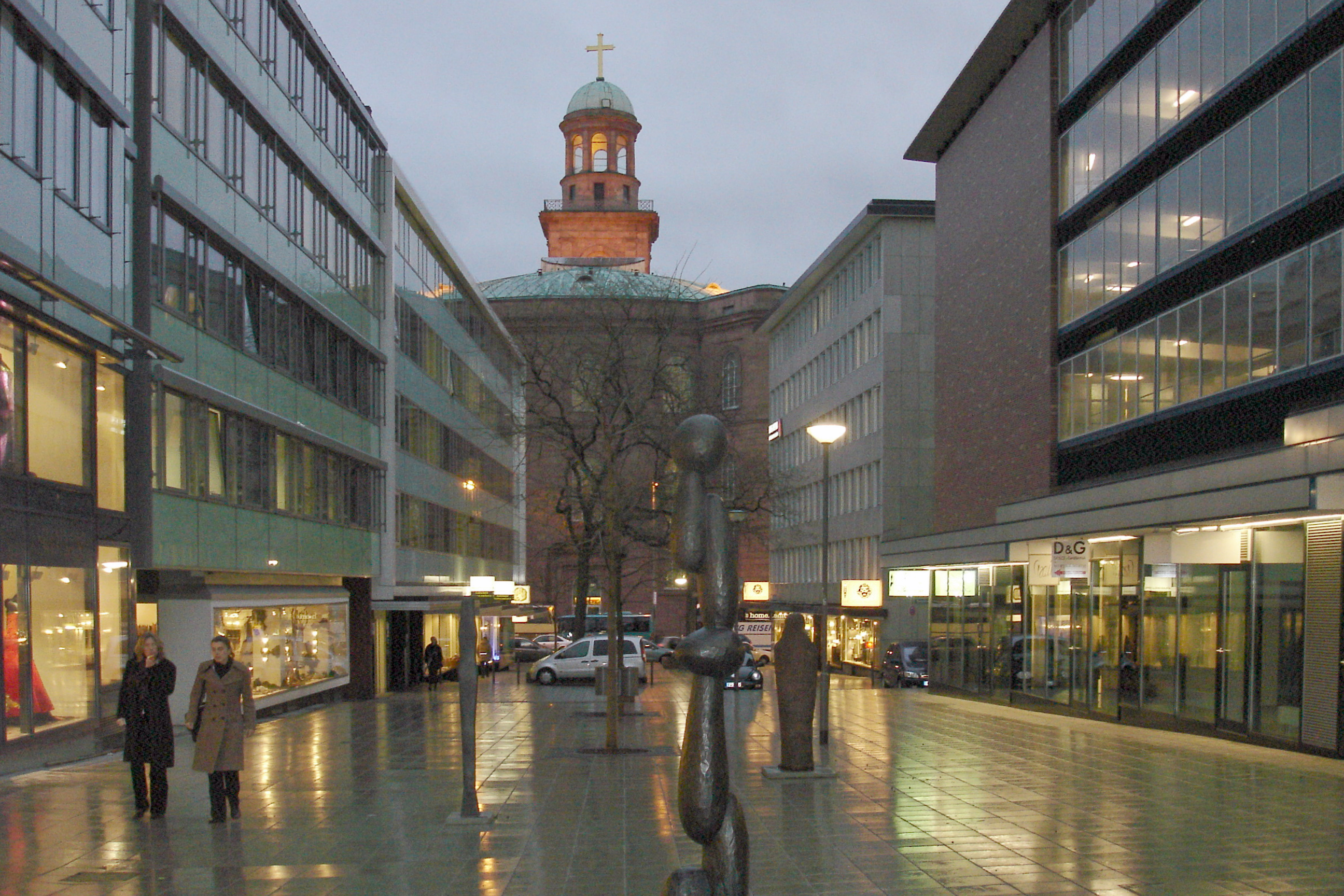
Rückseite der Paulskirche am Abend

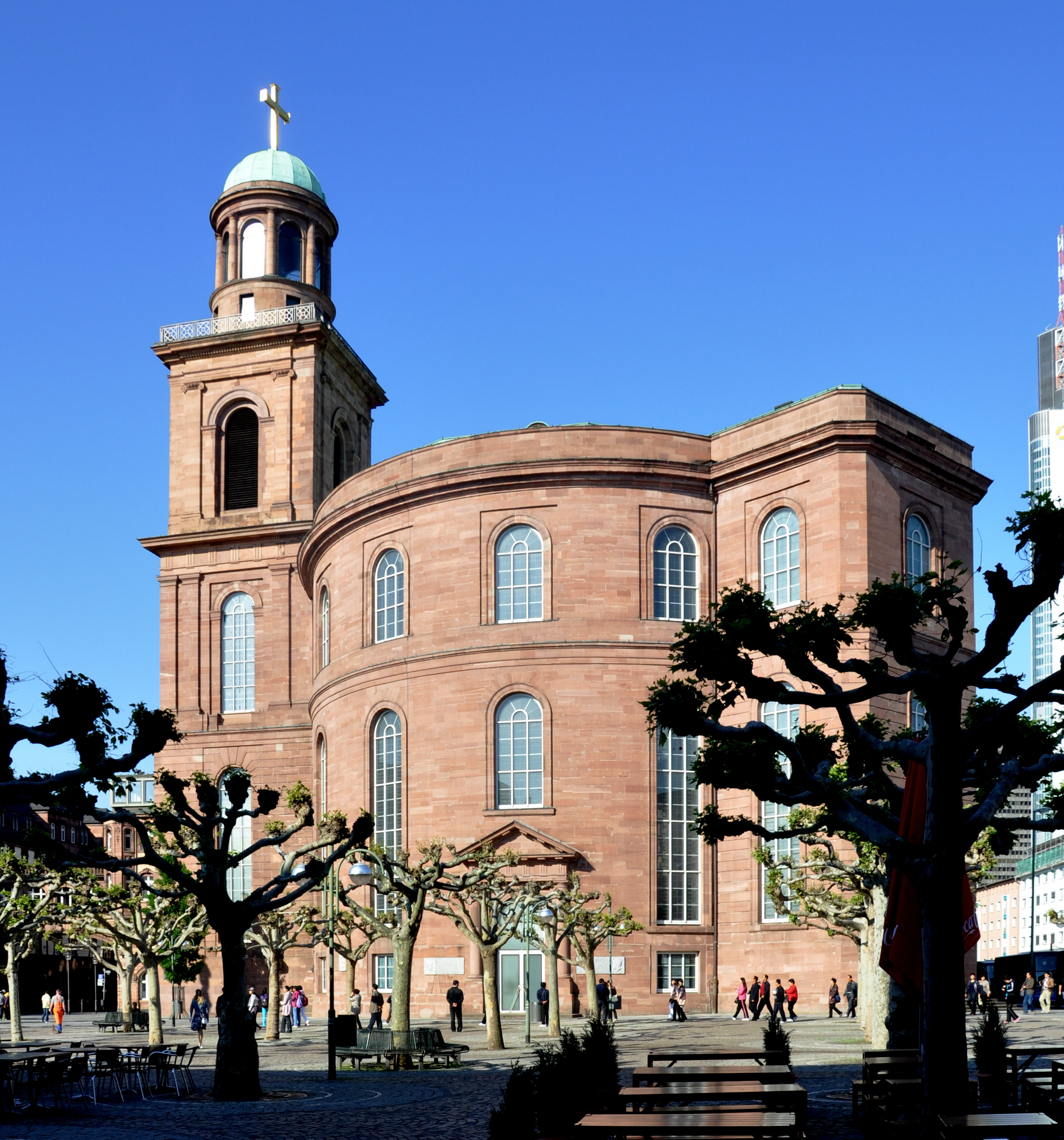
Paulskirche im April 2011

Die Paulskirche entstand in dem Viertel zwischen Neue Kräme im Osten, Großer Sandgasse im Norden, Wedelgasse und Paulsgasse im Süden und Kornmarkt im Westen. Sie war während der Bauzeit an allen Seiten von dichter Bebauung umgeben. Erst nach der Niederlegung der alten Klostergebäude ab 1840 erstreckte sich im Süden, vor der Turmfassade, ein einigermaßen großzügiger, neu angelegter Platz, der Paulsplatz.
Im Osten der Kirche, zwischen Paulsplatz und Neuer Kräme, entstand etwa gleichzeitig mit der Kirche ein Häuserblock, dessen nördlichen Abschluss die 1840 bis 1842 errichtete Alte Börse bildete. Die Fläche für diesen neuen Block wurde frei, weil die ost-west-orientierte Barfüßerkirche und ihre Klostergebäude eine größere Ausdehnung nach Osten besaßen, während die Paulskirche als Zentralbau eine rund doppelt so große Nord-Süd-Ausdehnung besaß, aber nicht so weit nach Osten reichte.
Die beengte Lage der Kirche, die den großzügigen Bau kaum zur Wirkung kommen ließ, wurde bereits von Zeitgenossen kritisiert. 1797 schrieb Johann Wolfgang Goethe:

„Die neue lutherische Hauptkirche gibt leider viel zu denken. Sie ist als Gebäude nicht verwerflich, ob sie gleich im allermodernsten Sinne gebaut ist; allein da kein Platz in der Stadt weder wirklich noch denkbar ist, auf dem sie eigentlich stehen könnte und sollte, so hat man wohl den größten Fehler begangen, daß man zu einem solchen Platz eine solche Form wählte. Sie stickt, da man ringsherum wohl schwerlich viel wird abbrechen lassen, zwischen Gebäuden, die ihrer Natur und Kostbarkeit wegen unbeweglich sind, und will doch von allen Seiten gesehen sein; man sollte sie in großer Entfernung umgehen können … Um sie herum ist das größte Gedräng und Bewegung der Messe, und es ist nicht daran gedacht, wie auch irgend nur ein Laden stattfinden könnte. Man wird also wenigstens in der Meßzeit hölzerne Buden an sie heranschieben müssen, die vielleicht mit der Zeit unbeweglich werden, wie man an der Katharinenkirche noch sieht und ehemals um den Münster von Straßburg sah.“

Die zeitgenössischen Darstellungen, etwa zur Eröffnung der Nationalversammlung, lassen den Platz größer erscheinen als er war. Die Delegierten, die auf dem Bild in die Kirche einziehen, müssen sich zuvor entweder durch die enge Wedelgasse gezwängt haben oder aus der auf den Platz mündenden Römerhalle gekommen sein.
Von 1893 bis 1906 wurde, zur Erschließung der Altstadt mit neuzeitlichen Verkehrsmitteln, ein Straßendurchbruch durchgeführt. Der Straßenzug Bethmann- und Braubachstraße verlief in west-östlicher Richtung etwa im Verlauf der bisherigen Paulsgasse über den südlichen Rand des Paulsplatzes. Östlich der Neuen Kräme wurde die neue Straße mitten durch die Häuserblocks der Altstadt gelegt, wobei zahlreiche wertvolle Gebäude, darunter der Nürnberger Hof, abgerissen wurden. Gleichzeitig mit dem Bau der Straße entstand das Neue Rathaus (1900–1908, Franz von Hoven und Ludwig Neher), westlich an den Römer angrenzend. Die Bauteile nördlich und südlich der Bethmannstraße wurden dabei durch eine Brücke verbunden. An der neu entstandenen Kreuzung Neue Kräme und Braubachstraße gingen der Paulsplatz und der Römerberg nun direkt ineinander über. Schräg gegenüber dem mittelalterlichen Salzhaus, einem der schönsten Fachwerkhäuser der Stadt, entstand ein großes Wohn- und Geschäftshaus (F. Geldermacher, 1906), das trotz seiner gründerzeitlichen Dimensionen Architekturelemente barocker Altstadthäuser aufgriff. Nach Fertigstellung des Straßendurchbruchs fuhr auch die Straßenbahn über den Paulsplatz.
Die Vernichtung der Altstadt im März 1944 und der anschließende Wiederaufbau veränderten die Umgebung der Kirche ein weiteres Mal erheblich. Der Anfang des 19. Jahrhunderts mit der Kirche errichtete Straßenblock wurde nicht wieder aufgebaut, der Paulsplatz reicht deshalb heute bis an die Neue Kräme. Anfang der 1950er Jahre wurde nördlich parallel zum ersten ein weiterer Straßendurchbruch durchgeführt, diesmal der autogerechten Stadt zuliebe. Etwa im Verlauf des Straßenzuges Große Sandgasse-Schnurgasse, nördlich an der Paulskirche vorbei, wurde eine vierspurige Verkehrsschneise, die Berliner Straße, durch die Ruinen der Altstadt geschlagen. An dieser Straße befindet sich heute, direkt hinter der Paulskirche, ein Parkplatz für Touristenbusse. Diese Situation erleichtert sicherlich den Ablauf von Stadtrundfahrten, dient jedoch nicht der Schaffung eines attraktiven Stadtbilds.
Die Neue Kräme, die heute die Ostseite des Paulsplatzes bildet, wurde dank des freien Blicks auf die Paulskirche zu einem attraktiven Standort für zahlreiche Straßencafés, deren Terrassen im Sommer große Teile des Platzes einnehmen. Neben einigen weiteren Festen findet auf dem Paulsplatz, wie auch auf dem Römerberg und in der Neuen Kräme, der Frankfurter Weihnachtsmarkt statt.
Westlich der Kirche steht heute der Erweiterungsbau des Neuen Rathauses, nördlich und südlich führen die zwei Straßendurchbrüche der Berliner- und der Braubachstraße an ihr vorbei. Die städtebauliche Situation der Ursprungszeit wurde somit ins genaue Gegenteil verkehrt: statt der engen und extrem dicht bebauten Einbindung ins Gefüge der Altstadt ist die Kirche heute nach drei Seiten hin freigestellt.

## Ausstattung

### Orgeln

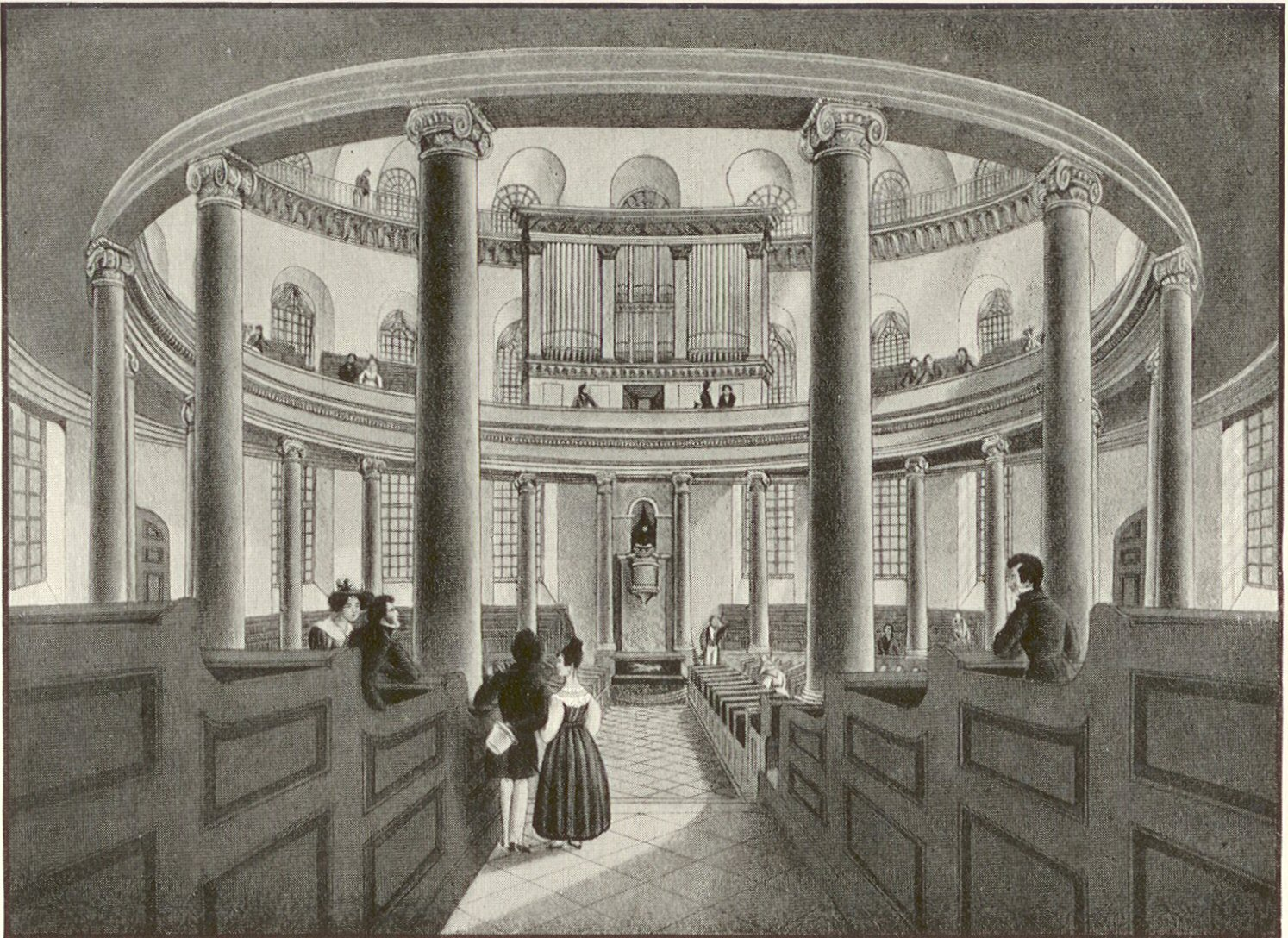
Innenraum der Paulskirche um 1833 mit der Walcker-Orgel

Wann die erste Orgel in der Barfüßerkirche entstand, ist nicht bekannt. Ab dem 14. Jahrhundert waren stets ein oder mehrere Orgelbauer in Frankfurt ansässig. 1466 werden zwei Orgeln in der Barfüßerkirche erwähnt; es kann vermutet werden, dass zumindest eine davon damals schon länger bestand. Die zweite stammte wahrscheinlich von Leonhard Mertz, auch Magister Leonhardus genannt, der 1470 zum Guardian des Barfüßerkonvents gewählt wurde. Er war einer der bedeutendsten Orgelbauer seiner Zeit und schuf auch in Frankfurt nachweislich mehrere Werke, so für St. Bartholomäus, die Liebfrauenkirche und die Weißfrauenkirche.
Aus dem 16. Jahrhundert sind kaum Zeugnisse über die Orgeln bekannt. Lersner berichtet in seiner Chronik, dass 1599 bis 1604 von den Brüdern Grorock eine neue Orgel mit 10 Registern für die Barfüßerkirche errichtet worden war. Damals hatte es schon lange keinen Organisten mehr an der Kirche gegeben, so dass vermutlich keine der älteren Orgeln mehr in Gebrauch gewesen war. Das neue, von dem Maler Philipp Uffenbach ausgeschmückte, Werk kostete 1000 Gulden und galt als ein herrlich gut Werk. Auf dem Holzschnitt von 1653 sieht man es auf der rechten Seite als „Schwalbennestorgel“ an der südlichen Langhauswand in Höhe der Empore. Die Grorock-Orgel bestand über 100 Jahre und wurde immer wieder erneuert, so etwa 1624 durch Nikolaus Grünwald aus Nürnberg und 1671.
1736 beauftragte der Rat der Stadt den Schweizer Orgelbauer Johann Conrad Wegmann mit dem Bau einer neuen Orgel, die 1740 durch Johann Christian Köhler fertiggestellt wurde. Die Disposition des mit 41 Registern für die damalige Zeit sehr großen Werkes ist durch eine Beschreibung des mit Wegmann konkurrierenden Elsässer Orgelmeisters Johann Andreas Silbermann überliefert, in der er vernichtende Kritik an dem Werk seines Konkurrenten übt und seinen ehemaligen Gesellen Nicolaus Seitz mit folgenden Worten zitiert: „Erstlich bläst sie als wie der lebendige Teuffel und heulet auch schon und ist gelöth als wanns die Hund gekotzt hätten. Der Schien (Prospekt) sieht wie Bley die Füß stauchen sich schon er kann sein Tag kein jämerlich Leben so gesehen haben als daß ist.“
Der Rat schien jedoch mit dem Werk, das 16.000 Gulden gekostet hatte, recht zufrieden zu sein. Er ließ es 1766 durch Philipp Ernst Wegmann aufwendig restaurieren. Beim Abbruch der Barfüßerkirche 1786 wurde die Orgel abgebaut und im benachbarten Gymnasium eingelagert. Die lange Lagerzeit bekam ihr allerdings nicht gut: Ob aus Mangel an Sorgfalt bei der Demontage oder wegen des Mutwillens der Gymnasiasten – 1808 waren nur noch Reste der Orgel vorhanden, die für 715 Gulden an den Schlossermeister Dissmann veräußert wurden.
1824, noch vor der Wiederaufnahme der Bauarbeiten an der noch immer unvollendeten Paulskirche, ließ der Rat einen Orgelneubau ausschreiben. Es bewarben sich 15 namhafte Orgelbauer „aus allen deutschen Gauen“, darunter auch der junge Eberhard Friedrich Walcker aus Ludwigsburg. Er schlug eine für die damalige Zeit neuartige Disposition mit einem hohen Anteil an Grundstimmen und verhältnismäßig wenigen Aliquoten, Mixturen und Zungenregistern vor, wie er sie bei Abbé Vogler kennengelernt hatte. Am 27. Februar 1827 erhielt er von der Frankfurter Orgelkommission, welche die Angebote geprüft hatte, den Zuschlag.
Fast sechs Jahre arbeitete Walcker in seiner Ludwigsburger Werkstatt an der neuen Orgel, seinem opus 9. Sämtliche Teile wurden auf dem Wasserweg über Neckar, Rhein und Main nach Frankfurt transportiert. Da der Zollverein noch nicht bestand, mussten die Teile unterwegs dreimal verzollt werden: in Mannheim, Mainz und Höchst. Der Aufbau und vor allem die Intonation der Orgel stellten Walcker vor unerwartete Schwierigkeiten. Insbesondere das für die damalige Zeit sehr anspruchsvolle offene 32-Fuß-Register im Pedal versagte bei den ersten Versuchen. Nach einigen Umbauten gelang jedoch seine Intonation, und zur Einweihung der Paulskirche am 9. Juni 1833 erklang die Orgel erstmals vor einem großen Publikum. Die Frankfurter Zeitung schrieb am 14. Juni 1833: „Die neue Orgel steht nun als Meisterwerk da, das an Stärke des Tons, an Mannigfaltigkeit, Zartheit und Reinheit der Stimmen, keiner bis jetzt bekannten Orgel nachsteht, die meisten weit übertrifft.“
Die Walcker-Orgel besaß 74 Register, verteilt auf drei Manuale und zwei Pedale. Nach dem Werkstattbuch von Walcker lautete die Disposition:
| I. Hauptwerk C–f3 |                 |         |
| 01.               | GroßPraestant   | 16′     |
| 02.               | Viola di Gamba  | 16′     |
| 03.               | Flauto major    | 16′     |
| 04.               | Man. Untersaz 0 | 32'     |
| 05.               | GroßOctav       | 08′     |
| 06.               | Viola di Gamba  | 08′     |
| 07.               | Gemshorn        | 08′     |
| 08.               | Offene Floete   | 08′     |
| 09.               | Quint           | 5 1⁄3′  |
| 10.               | Octav           | 04′     |
| 11.               | Hohlfloete      | 04′     |
| 12.               | Fugara          | 04′     |
| 13.               | Gemshorn        | 04′     |
| 14.               | Terz            | 3 1⁄5′  |
| 15.               | Princ.Quint     | 2 ⁄3′   |
| 16.               | Kl.Octav        | 02′     |
| 17.               | Waldfloete      | 02′     |
| 18.               | Terz discant    | 1 3⁄5′  |
| 19.               | Cornett         | 10 2⁄3′ |
| 20.               | Mixtur 5 fach   |         |
| 21.               | Scharff 4 fach  |         |
| 22.               | Superoctav      | 01′     |
| 23.               | Fagott          | 16′     |
| 24.               | Trompete        | 08′     |

| II. Manual C–f3 |                 |        |
| 25.             | Praestant       | 08′    |
| 26.             | Gedekt          | 16′    |
| 27.             | Salicional      | 08′    |
| 28.             | Dolce           | 08′    |
| 29.             | Floet travers   | 04′    |
| 30.             | Groß Gedekt     | 08′    |
| 31.             | Quintfloete     | 5 1⁄3′ |
| 32.             | Octav           | 04′    |
| 33.             | Quintatoen      | 08′    |
| 34.             | Rohrfloete      | 04′    |
| 35.             | Gemshornquinte0 |        |
| 36.             | Octav           | 02′    |
| 37.             | Mixtur 5fach    |        |
| 38.             | Posaune         | 08′    |
| 39.             | Vox humana      | 08′    |

| III. Manual (Schwellwerk) C–f3 |                |       |
| 40.                            | Praestant      | 08′   |
| 41.                            | Quintatoen     | 16′   |
| 42.                            | Harmonica      | 08′   |
| 43.                            | Dolcißimo      | 08′   |
| 44.                            | Bifra          | 08′   |
| 45.                            | Hohfloete      | 08′   |
| 46.                            | Spitzfloete    | 04′   |
| 47.                            | Liebl.Gedekt   | 08′   |
| 48.                            | Flûte d’amour  | 04′   |
| 49.                            | Flautino       | 02′   |
| 50.                            | Nasard         | 2 ⁄3′ |
| 51.                            | Clarinette     | 08′   |
| 52.                            | Physharmonica0 | 08′   |
|                                | Tremulant      |       |

| I. Pedal C–d1 |                   |         |
| 53.           | PrincipalB.       | 16′     |
| 54.           | Baßismajor offen0 | 32′     |
| 55.           | Contra Baß        | 16′     |
| 56.           | Octav Baß         | 16′     |
| 57.           | Violon Baß        | 16′     |
| 58.           | Quint Baß         | 10 2⁄3′ |
| 59.           | Octav Baß         | 08′     |
| 60.           | Violoncell        | 08′     |
| 61.           | Terz offen        | 10 2⁄3′ |
| 62.           | Quint             | 05 1⁄3′ |
| 63.           | Octav             | 04′     |
| 64.           | Floete            | 04′     |
| 65.           | Posaune           | 16′     |
| 66.           | Trompete          | 08′     |
| 67.           | Clarine           | 04′     |
| 68.           | Krumhorn          | 02′     |

| II. Pedal C–d1 |             |     |
| 69.            | Gedekt      | 16′ |
| 70.            | Praestant   | 08′ |
| 71.            | Floete      | 08′ |
| 72.            | Floete      | 04′ |
| 73.            | Fagott      | 16′ |
| 74.            | Waldfloete0 | 02′ |

Anmerkungen
1. ↑  tiefe Oct. fehlt
2. ↑  2 2⁄3′
3. ↑  mit Bleistift durchgestrichen und 6 2⁄5 überschrieben
4. ↑  „ged“ mit blauem Stift ergänzt
5. ↑  „ged“ mit blauem Stift ergänzt

Als Nebenzüge nennt Walcker:
1. Für jedes Clavier ein Sperrventil
2. Tremulant II. Clav.
3. Crescendokasten fürs III. Clavier
4. Crescendofußtritt zur Vox humana
5. I Ped. zum Hauptwerk
6. I Ped. z. II Ped.
7. Copel II Ped. z. II. Man.
8. Copel v. I. M. z. II. Man.
9. Copel v. II. M. z. III. Man.
10. Crescendofußtritt z. III. Clavier

Es war die erste Orgel, die Walcker mit einem Schwellkasten versehen hatte. Um das Instrument mit Wind zu versorgen, wurden zwölf Blasebälge benötigt, die von zwei Calcanten getreten wurden.
Die Orgel stellte einen Meilenstein in der Geschichte des Orgelbaus dar und machte Walcker mit einem Schlag berühmt. Der Rat bot ihm das Frankfurter Bürgerrecht an. Walcker lehnte jedoch ab, da er einen Ruf nach Russland erhalten hatte, wo er in den Folgejahren zwei große Orgeln in Sankt Petersburg und Reval schuf. 1844 besuchte der französische Orgelbauer Aristide Cavaillé-Coll die Paulskirche, um die Orgel zu studieren. Er charakterisierte ihren Klang als schön, aber – aufgrund einer unzulänglichen Windversorgung – zu zaghaft: „Es ist ein schöner Mann, aber von Schwindsucht befallen.“
In den folgenden Jahrzehnten wurde die Orgel stets gut instand gehalten. Ende des 19. Jahrhunderts machte jedoch der zunehmende Verschleiß der Mechanik und der Blasebälge eine umfassende Reparatur erforderlich. 1898 beauftragte das Hochbauamt damit die Firma Walcker. Die Orgel wurde jedoch nicht nur repariert, sondern auch entsprechend dem Klangideal der Spätromantik umgebaut. Die neue Disposition orientierte sich noch stärker am Orchesterklang als es früher der Fall gewesen war. Durch den Ausbau des zweiten Pedals wurde die Orgel auf 63 Stimmen verkleinert. Die bisherigen Schleifladen wurden auf Kegelladen mit pneumatischer Traktur umgestellt und die Tätigkeit der Calcanten durch ein elektrisches Gebläse ersetzt. Die pneumatische Traktur bewährte sich allerdings nicht; sie wurde bereits 1910 durch Walcker auf elektrische Traktur umgebaut. In dieser Form bestand die Orgel bis zu ihrem Untergang am 18. März 1944.
1947 beim Wiederaufbau wurde wiederum die Firma Walcker mit der Planung eines neuen Instrumentes beauftragt. Es entstand die Disposition einer dreimanualigen Orgel mit 50 Registern. Die Währungsreform entwertete jedoch die bis dahin gesammelten Spenden, und die Stadt Frankfurt konnte ihre Finanzierungszusagen nicht einlösen. Am 8. Dezember 1948 wurde daher eine provisorische Orgel installiert. Der Spieltisch besaß drei Manuale, von denen aber nur das III. Manual mit 13 Registern ausgeführt war. Ein Pedal war überhaupt nicht eingebaut worden.

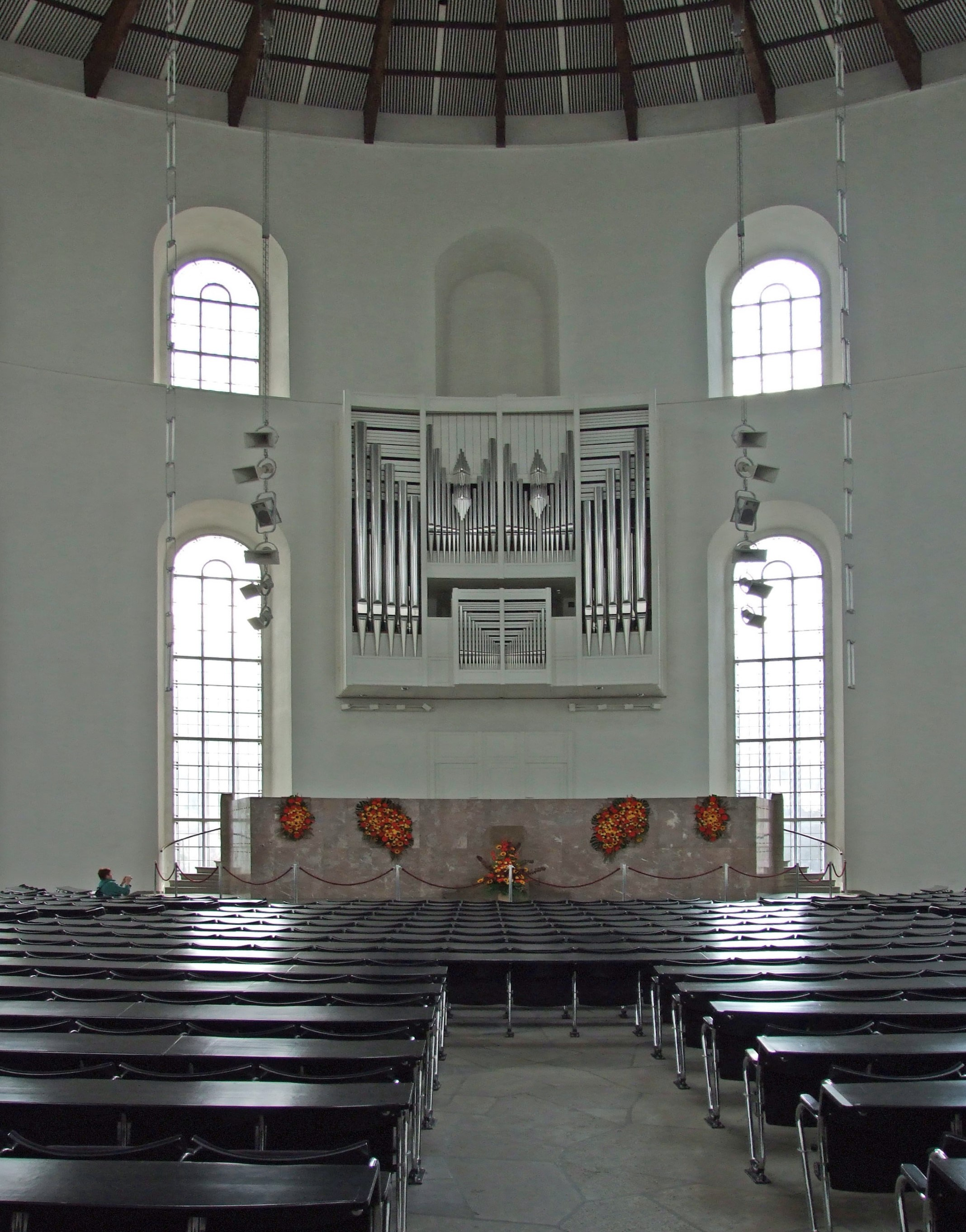
Klais-Orgel von 1988

Das Provisorium überdauerte fast vierzig Jahre, bis 1988 im Rahmen der Kirchenrenovierung eine neue Orgel durch die Bonner Orgelbaufirma Klais entstand. Die neue Paulskirchenorgel ist ein mittelgroßes Werk mit 45 Registern, verteilt auf drei Manuale und ein Pedal.
| I Rückpositiv C–g3 |            |        |
| 01.                | Gedackt    | 08′    |
| 02.                | Quintade   | 08′    |
| 03.                | Praestant  | 04′    |
| 04.                | Rohrflöte  | 04′    |
| 05.                | Nasard     | 2 ⁄3′  |
| 06.                | Waldflöte  | 02′    |
| 07.                | Terz       | 1 3⁄5′ |
| 08.                | Quinte     | 1 ⁄3′  |
| 09.                | Scharff IV |        |
| 10.                | Cromorne0  | 08′    |
|                    | Tremulant  |        |

| II Hauptwerk C–g3 |              |       |
| 11.               | Bourdon      | 16′   |
| 12.               | Principal    | 08′   |
| 13.               | Doppelflöte0 | 08′   |
| 14.               | Gambe        | 08′   |
| 15.               | Octave       | 04′   |
| 16.               | Hohlflöte    | 04′   |
| 17.               | Quinte       | 2 ⁄3′ |
| 18.               | Octave       | 02′   |
| 19.               | Mixtur V     |       |
| 20.               | Cymbel III   |       |
| 21.               | Cornet V     | 08′   |
| 22.               | Trompete     | 08′   |

| III Schwellwerk C–g3 |                   |       |
| 23.                  | Gedackt           | 16′   |
| 24.                  | Principal         | 08′   |
| 25.                  | Rohrflöte         | 08′   |
| 26.                  | Salicional        | 08′   |
| 27.                  | Voix Celeste      | 08′   |
| 28.                  | Octave            | 04′   |
| 29.                  | Flauto Traverso   | 04′   |
| 30.                  | Quinte            | 2 ⁄3′ |
| 31.                  | Piccolo           | 02′   |
| 32.                  | Progressio III–V0 |       |
| 33.                  | Basson            | 16′   |
| 34.                  | Oboe              | 08′   |
| 35.                  | Clairon           | 04′   |
|                      | Tremulant         |       |

| Pedal C–f1 |                    |     |
| 36.        | Praestant          | 16′ |
| 37.        | Subbass            | 16′ |
| 38.        | Octave             | 08′ |
| 39.        | Gedackt            | 08′ |
| 40.        | Octave             | 04′ |
| 41.        | Nachthorn          | 04′ |
| 42.        | Rauschpfeife IV–V0 |     |
| 43.        | Posaune            | 16′ |
| 44.        | Trompete           | 08′ |
| 45.        | Clarine            | 04′ |

- Koppeln: I/II, III/II, I/P, II/P, III/P

### Glocken

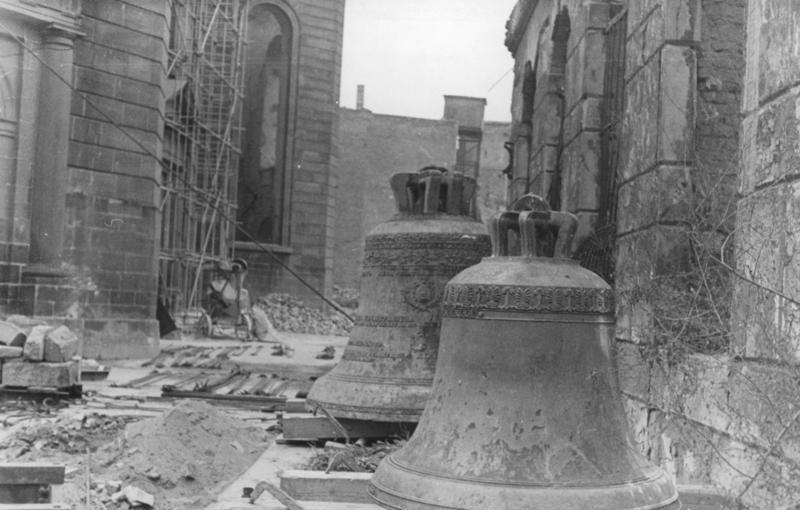
Die erhalten gebliebenen Glocken Barfüßerglocke (links) und Dankesglocke (rechts)

Die alte Barfüßerkirche erhielt um das Jahr 1300 den ersten Dachreiter. Vermutlich hat die Kirche nur eine Läuteglocke besessen, dazu im Chor auch eine Uhr mit zwei kleinen Schlagglocken. 1685 zersprang die Kirchenglocke der Barfüßerkirche. Daraufhin wurde ein neuer Dachreiter errichtet, der Platz für drei Glocken bot, die von dem Glockengießer Benedict Schneidewind geliefert wurden.
Beim Abriss der Barfüßerkirche 1786 wurden die Glocken herabgenommen und eingelagert, um in den Neubau überführt zu werden. In den folgenden vierzig Jahren zersprang jedoch die kleinste der Barfüßerglocken. 1829 beschloss der städtische Rat daher die Anschaffung eines neuen Geläutes. Die mittlere Barfüßerglocke wurde der katholischen Gemeinde übergeben und in den Turm der Deutschordenskirche gebracht; die große Barfüßerglocke wurde in die neue Paulskirche überführt. Darüber hinaus wurden 1830 durch Carl Mappes, den letzten Frankfurter Glockengießer, weitere drei Glocken gegossen. Das Geläut bestand somit aus vier Glocken:
| Glocke | Name           | Nominal (16tel) | Gewicht | Durchmesser | Gießer, Gussort                               | Gussjahr |
| ------ | -------------- | --------------- | ------- | ----------- | --------------------------------------------- | -------- |
| 1      | Christusglocke | cis′            | 1830 kg | 1470 mm     | Gebrüder Barthels & Mappes, Frankfurt am Main | 1830     |
| 2      | Barfüßerglocke | e′+1            | 970 kg  | 1187 mm     | Benedict Schneidewind, Frankfurt am Main      | 1685     |
| 3      | Dankesglocke   | 0g′+10          | 500 kg  | 984 mm      | Gebrüder Barthels & Mappes, Frankfurt am Main | 1830     |
| 4      | Lutherglocke   | h′              | 220 kg  | 720 mm      | Gebrüder Barthels & Mappes, Frankfurt am Main | 1830     |

Im Ersten Weltkrieg, als rund die Hälfte der Frankfurter Glocken abgeliefert und als kriegswichtiger Rohstoff eingeschmolzen wurden, blieb das Paulskirchengeläute wegen seines historischen Wertes erhalten. 1942 wurden jedoch die Christus- und die Dankesglocke konfisziert und nach Hamburg auf den sogenannten Glockenfriedhof transportiert. Da jede Kirche eine Läuteglocke behalten durfte, fiel die Wahl auf die kleine Lutherglocke. Sie ging am 18. März 1944 mit der Paulskirche im Feuersturm unter.
Die Barfüßerglocke wurde im Tausch gegen eine gleich große jüngere Glocke in die Peterskirche gebracht und blieb dort als Läuteglocke. Sie überstand den Brand der Peterskirche, blieb dort nach dem Krieg im unzugänglich gewordenen Turm hängen und geriet in Vergessenheit.
Von den nach Hamburg abgelieferten Glocken aus ganz Deutschland hatten rund 14.000 den Krieg überstanden, darunter neben dem vollständigen Domgeläute auch die beiden Glocken der Paulskirche. Am 15. August 1947 wurden sie nach Frankfurt zurückgebracht. Sie kamen allerdings zunächst nicht mehr in die Paulskirche, da diese beim Wiederaufbau ein neues Geläute erhalten sollte.
Die Handelskammer der britischen Besatzungszone stiftete eine monumentale Stahlglocke, die Evangelische Kirche in Thüringen vier Bronzeglocken der Gießerei Schilling in Apolda. Alle Glocken waren musikalisch misslungen, was bei der Stahlglocke an ihrer falschen Konstruktion und bei den Bronzeglocken an dem zeitbedingten Mangel an hochwertiger Glockenbronze lag.
Die erhaltene Christusglocke wurde wieder in den Turm der Paulskirche gebracht, die Dankesglocke kam in das Historische Museum. Dort fand sich auch die verschollene Barfüßerglocke wieder, die 1965 beim Wiederaufbau der Peterskirche entdeckt worden war.
Wegen ihrer klanglichen Mängel wurden die Nachkriegsglocken seit den 1980er Jahren nicht mehr geläutet. 1987 wurde der Plan des Frankfurter Stadtgeläutes vollendet, den der Glockensachverständige Paul Smets 1954 entwickelt hatte. Die Nachkriegsglocken wurden dem Historischen Museum übergeben und durch drei neue Glocken der Karlsruher Glockengießerei ersetzt. Die Bürgerglocke (fis0) erinnert an die Proklamation der Bürger- und Menschenrechte durch die Nationalversammlung. Sie trägt die Inschrift BÜRGERGLOCKE HEISSE ICH / DER BÜRGER RECHTE KÜNDE ICH / DIE KARLSRUHER GLOCKENGIESSEREI GOSS MICH 1987 und ein Bilderband mit Ereignissen der deutschen Geschichte 1848 bis 1949. Sie ist eine der größten nach dem Zweiten Weltkrieg in Deutschland entstandenen Glocken. Entworfen wurde der Glockenschmuck von Harry MacLean. Die Stadtglocke (h0) soll an die Toten des Krieges und die Zerstörung der Stadt erinnern. Die Lutherglocke (h1) ist sowohl vom Schlagton als auch von ihren Inschriften und ihrer Verzierung her eine Kopie der verbrannten Lutherglocke von 1830.
Die historische Christusglocke (cis1) löste sich beim Stadtgeläut am Pfingstsamstag 1997 aus ihrem Joch und stürzte herab, wobei sie vollkommen zerstört wurde. Als Ersatz goss die Firma Rincker in Sinn 1998 eine neue gleichschwere cis1-Glocke, die Jubiläumsglocke, benannt nach dem 150-jährigen Jubiläum der Frankfurter Nationalversammlung. Zusammen mit den historischen Glocken ergibt sich damit folgende Disposition des Paulskirchengeläutes:
| Glocke | Name            | Nominal (16tel) | Gewicht | Durchmesser | Gießer, Gussort                               | Gussjahr |
| ------ | --------------- | --------------- | ------- | ----------- | --------------------------------------------- | -------- |
| 1      | Bürgerglocke    | fis°+1          | 8590 kg | 2266 mm     | Glocken- und Kunstgießerei, Karlsruhe         | 1987     |
| 2      | Stadtglocke     | h°+1            | 3690 kg | 1689 mm     | Glocken- und Kunstgießerei, Karlsruhe         | 1987     |
| 3      | Jubiläumsglocke | cis′+6          | 1755 kg | 1466 mm     | Glockengießerei Rincker, Sinn                 | 1998     |
| 4      | Barfüßerglocke  | e′+10           | 970 kg  | 1187 mm     | Benedict Schneidewind, Frankfurt am Main      | 1685     |
| 5      | Dankesglocke    | g′+1            | 500 kg  | 981 mm      | Gebrüder Barthels & Mappes, Frankfurt am Main | 1830     |
| 6      | Lutherglocke    | h′ +5           | 437 kg  | 860 mm      | Glocken- und Kunstgießerei, Karlsruhe         | 1987     |

Das Gesamtgewicht der Paulskirchenglocken beträgt 15.942 kg. Damit ist es nach dem Domgeläute das zweitgrößte in Frankfurt.

### Wandgemälde
1987 gewann der Berliner Maler Johannes Grützke einen Künstlerwettbewerb zur Gestaltung eines 32 auf drei Meter messenden Frieses für die Innenseite des ovalen Wandelganges. Sein kolossales Gemälde Der Zug der Volksvertreter entstand 1989 bis 1991 in seinem Atelier in Berlin, von wo es in die Kirche transportiert wurde. In zehn Szenen zeigt es die Parlamentarier im Verhältnis zum Volk. Während das Volk – bunte, allegorische Figuren – im Vordergrund verharrt, schreiten seine monochrom grau-schwarz gekleideten Vertreter hinter ihm vorbei, einem unsichtbaren Ziel entgegen. Das Deutsche Reich ist als antikisierende Frauenstatue dargestellt, die mit der linken Hand ihren schwangeren Leib stützt. Nur vereinzelt gibt es Bezüge zu konkreten historischen Ereignissen, z. B. in der Darstellung des füsilierten Robert Blum.

### Ausstellungen
In der Wandelhalle des Untergeschosses wurde am 28. Juni 2022 die Dauerausstellung „Paulskirche – Demokratie, Debatte, Denkmal“ eröffnet. Diese zeigt zum einen die wechselvolle Baugeschichte der historischen Paulskirche sowie des heutigen Gebäudes aus der Nachkriegsmoderne. Die Besucher können sich vertieft über die Nationalversammlung und deren Verfassungsgeschichte informieren. Weitere Themen sind die mehr als 70 Jahre bundesrepublikanische Debattenkultur und ein Ausblick auf den künftigen Demokratieort Paulskirche sowie das Haus der Demokratie. Die digitale, vollständig auch im Internet abrufbare Ausstellung ersetzt die 1985 konzipierte Dauerausstellung „Die Paulskirche. Symbol demokratischer Freiheit und nationaler Einheit“, welche 1998 zum 150-jährigen Jubiläum der Nationalversammlung nochmals aktualisiert und überarbeitet wurde.
Gelegentlich finden hier auch Sonderausstellungen statt. 1997 wurde beispielsweise die umstrittene erste Fassung der Wehrmachtsausstellung Vernichtungskrieg. Verbrechen der Wehrmacht 1941–1944 des Hamburger Institutes für Sozialforschung gezeigt. Die kontroversen Diskussionen in der Öffentlichkeit zu dieser Darstellung der Verbrechen der Wehrmacht führten später zur Überarbeitung der in vielen Städten gezeigten Wanderausstellung. Auch im Tiefgeschoß der Paulskirche finden von Zeit zu Zeit Ausstellungen statt.

### Tafeln und Denkmäler

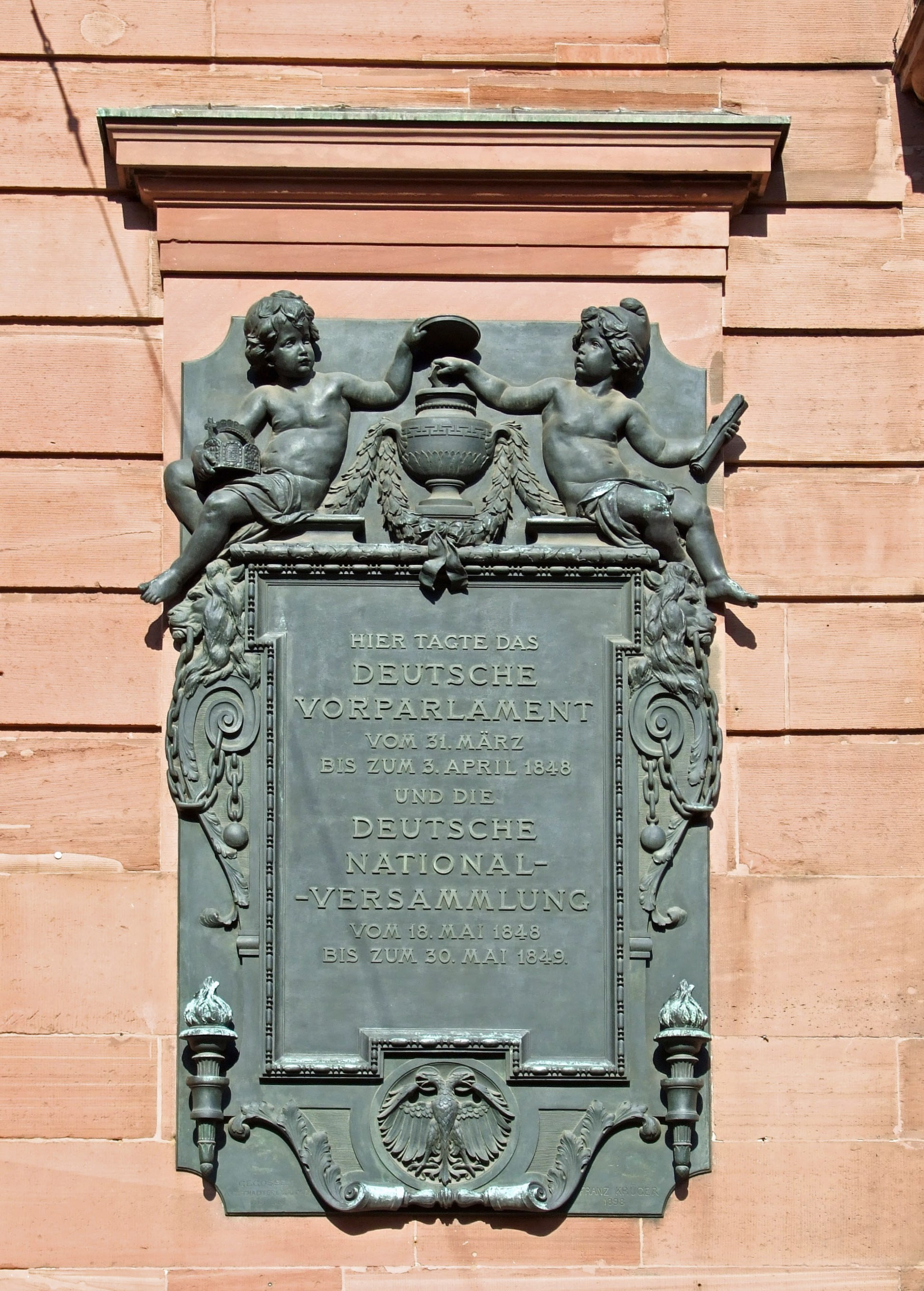
Tafel zur Erinnerung an die Nationalversammlung

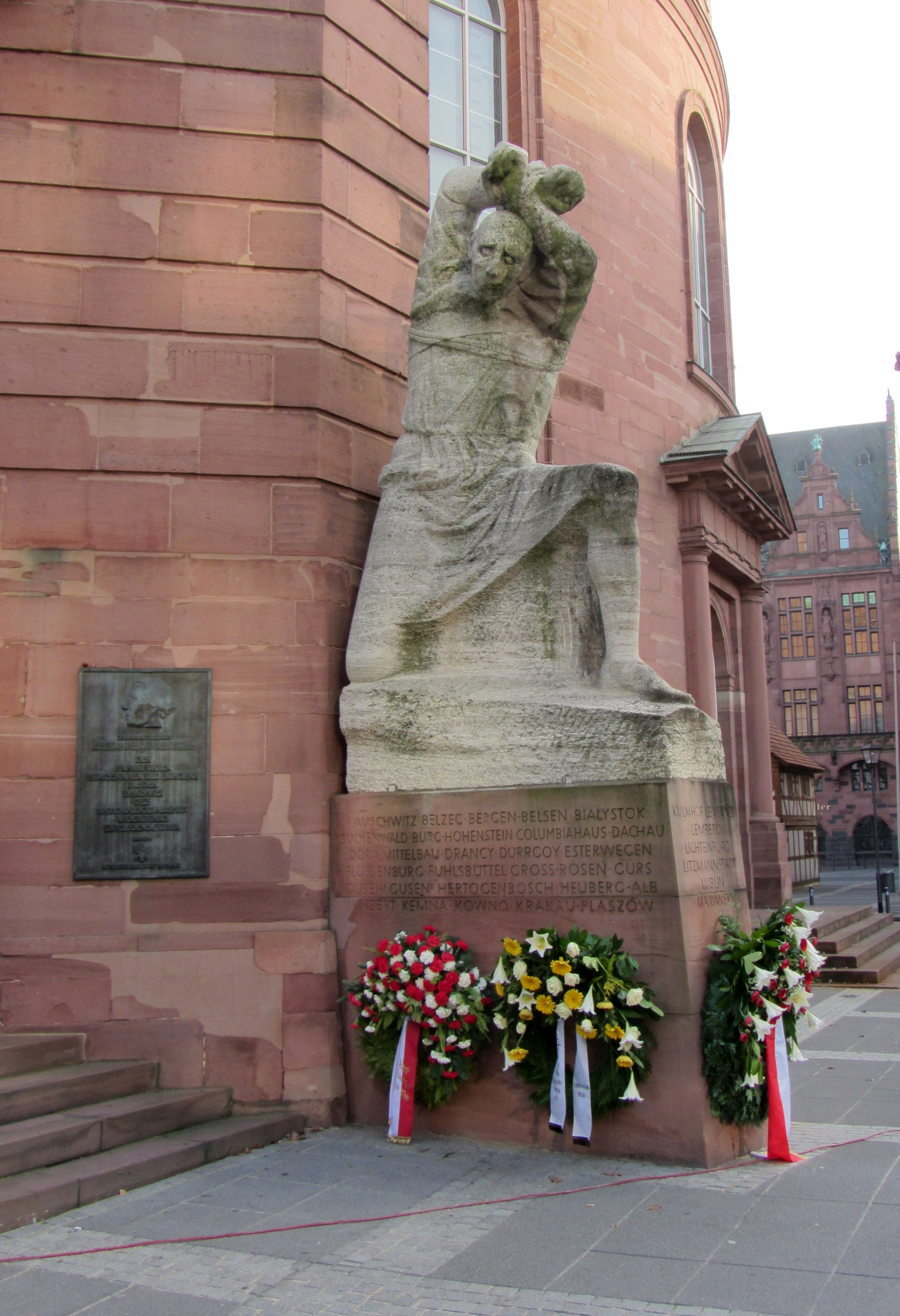
Mahnmal für die Opfer des Nationalsozialismus von Hans Wimmer

Im Laufe der Jahre wurden zahlreiche Tafeln und Denkmäler an der Außenfassade der Kirche angebracht, um an bedeutende Personen oder Ereignisse der deutschen Geschichte zu erinnern. Das erste war das bereits erwähnte, von dem damaligen Leiter des Städelschen Kunstinstituts Richard Scheibe geschaffene Denkmal für den ersten Reichspräsidenten Friedrich Ebert. Es wurde am 11. August 1926 eingeweiht und am 12. April 1933 nach der nationalsozialistischen Machtübernahme wieder entfernt. Nach dem Wiederaufbau schuf Richard Scheibe eine neue Statue für das Ebert-Denkmal, da er gegen die Wiederaufstellung des alten Ebert-Denkmals Einwände erhoben hatte, Das neue Ebert-Denkmal wurde am 28. Februar 1950 durch den Frankfurter Oberbürgermeister Walter Kolb und den hessischen Ministerpräsidenten Christian Stock feierlich enthüllt.
Das Denkmal befindet sich an der Ostseite des Turmes.
Links unterhalb des Ebert-Denkmals wurde 1980 zum 275. Todestag von Philipp Jakob Spener eine Gedenktafel angebracht. Sie erinnert daran, dass Spener von 1666 bis 1686 Senior des lutherischen Predigerministeriums von Frankfurt war. Während dieser Zeit entstand sein 1675 erschienenes Hauptwerk Pia Desideria oder Herzliches Verlangen nach gottgefälliger Besserung der wahren evangelischen Kirche, zudem gründete er 1670 die ersten collegia pietatis (Hauskreise).
An der Südostseite des Kirchenschiffes befindet sich eine Gedenktafel für den hessischen Ministerpräsidenten Georg-August Zinn. Es folgt eine steinerne Relieftafel für Heinrich Friedrich Karl Freiherr vom Stein, der 1816 wegen seiner Verdienste um die Wiederherstellung der städtischen Freiheit zum Ehrenbürger ernannt wurde. Die Tafel wurde 1931 zu seinem 100. Todesjahr angebracht.
Mit Theodor Heuss ist einem weiteren Ehrenbürger Frankfurts etwas weiter nördlich eine Plakette gewidmet. An der Nordostseite der Kirche folgt eine am 25. Juni 1966 durch Oberbürgermeister Willi Brundert enthüllte Relieftafel für den ermordeten amerikanischen Präsidenten John F. Kennedy. Er hatte am 25. Juni 1963 in der Paulskirche eine Rede gehalten, aus der die Tafel den Satz zitiert: „Niemand soll von dieser unserer atlantischen Generation sagen, wir hätten Ideale und Visionen der Vergangenheit, Zielstreben und Entschlossenheit unseren Gegnern überlassen.“
Neben dem Nordeingang der Paulskirche wurde 2002 eine Plakette des Deutschen Turner-Bundes angebracht. Damit wird aus Anlass des 150. Todestages des Turnvaters Jahn die historische Verbindung zwischen der Turnbewegung und der Nationalversammlung geehrt.
Am nordwestlichen Treppenturm der Paulskirche befindet sich seit 1964 ein Mahnmal für die Opfer des Nationalsozialismus. Die von dem Bildhauer Hans Wimmer geschaffene Statue steht auf einem Sockel, welcher die Namen der nationalsozialistischen Konzentrationslager trägt. Neben dem Denkmal wurde eine Gedenktafel für die Kommunalpolitikerin Johanna Kirchner angebracht.
An der Südwestseite der Kirche folgen weitere Gedenktafeln für Carl Schurz sowie für den Präsidenten der Nationalversammlung Heinrich von Gagern. Die Westseite des Turmes trägt seit 2002 aus Anlass seines 100. Geburtstages eine Plakette für den ersten freigewählten Oberbürgermeister von Frankfurt, Walter Kolb.

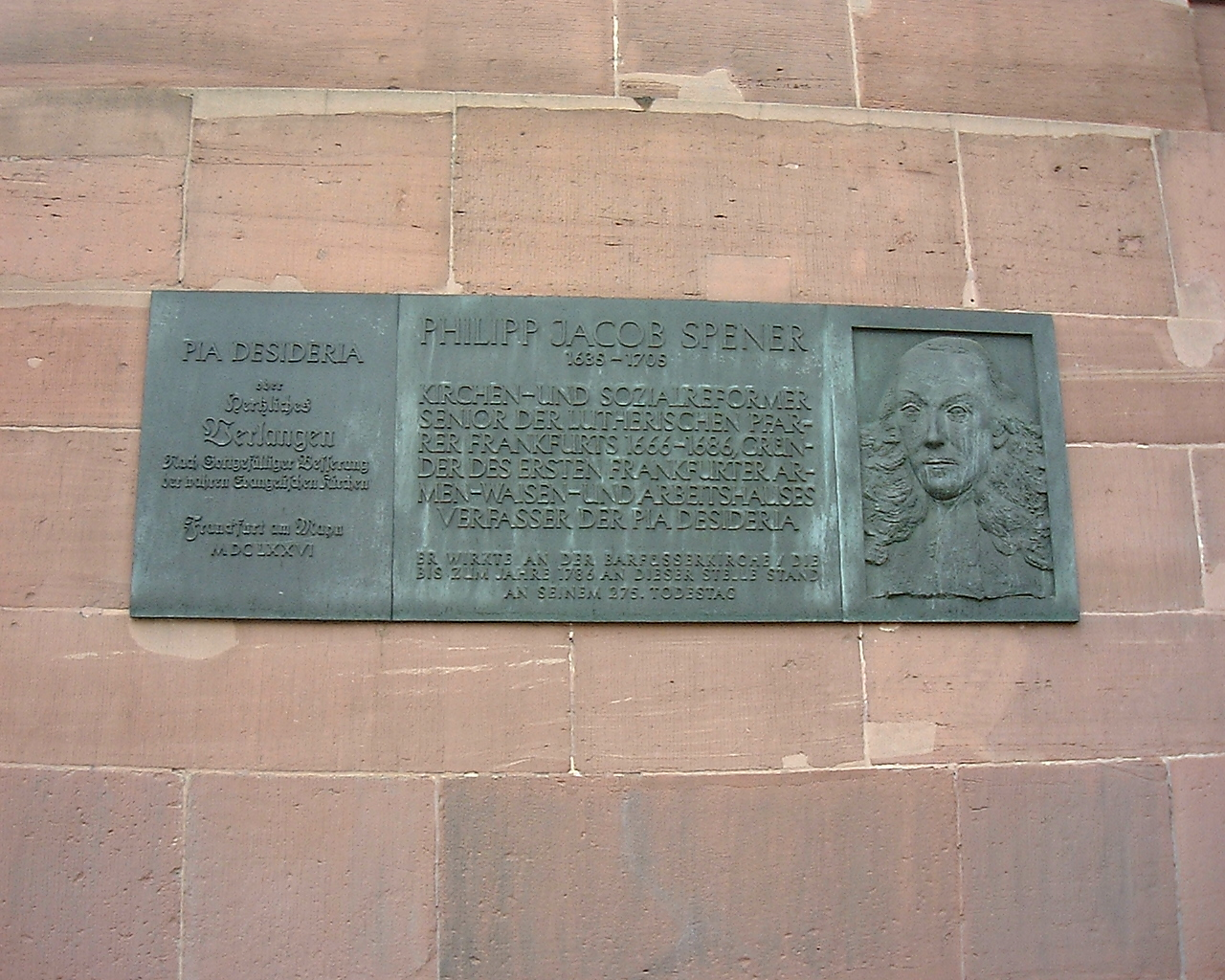
Gedenktafel für Philipp Jacob Spener
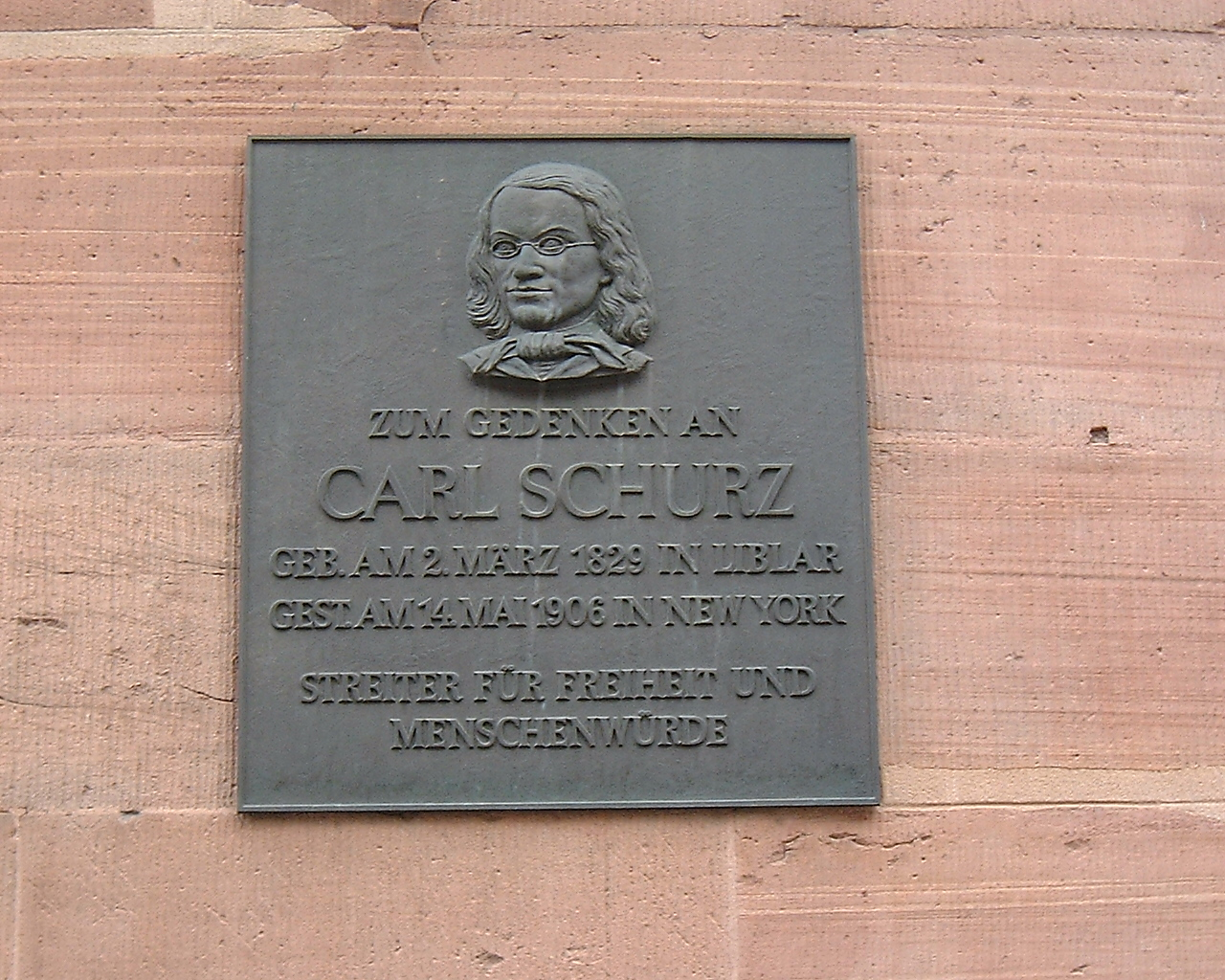
Gedenkplakette für Carl Schurz
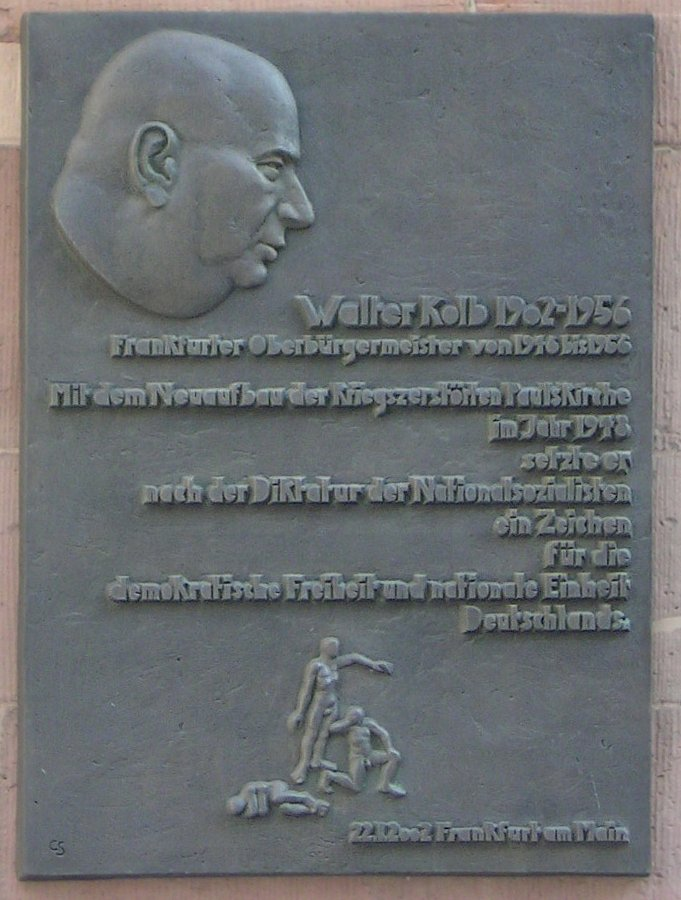
Gedenktafel für Walter Kolb
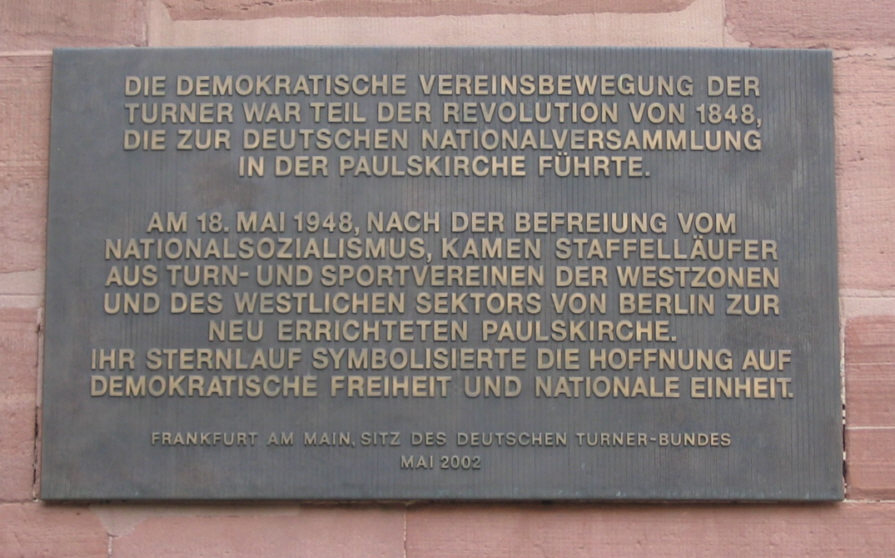
Gedenktafel für die Demokratische Vereinsbewegung der Turner
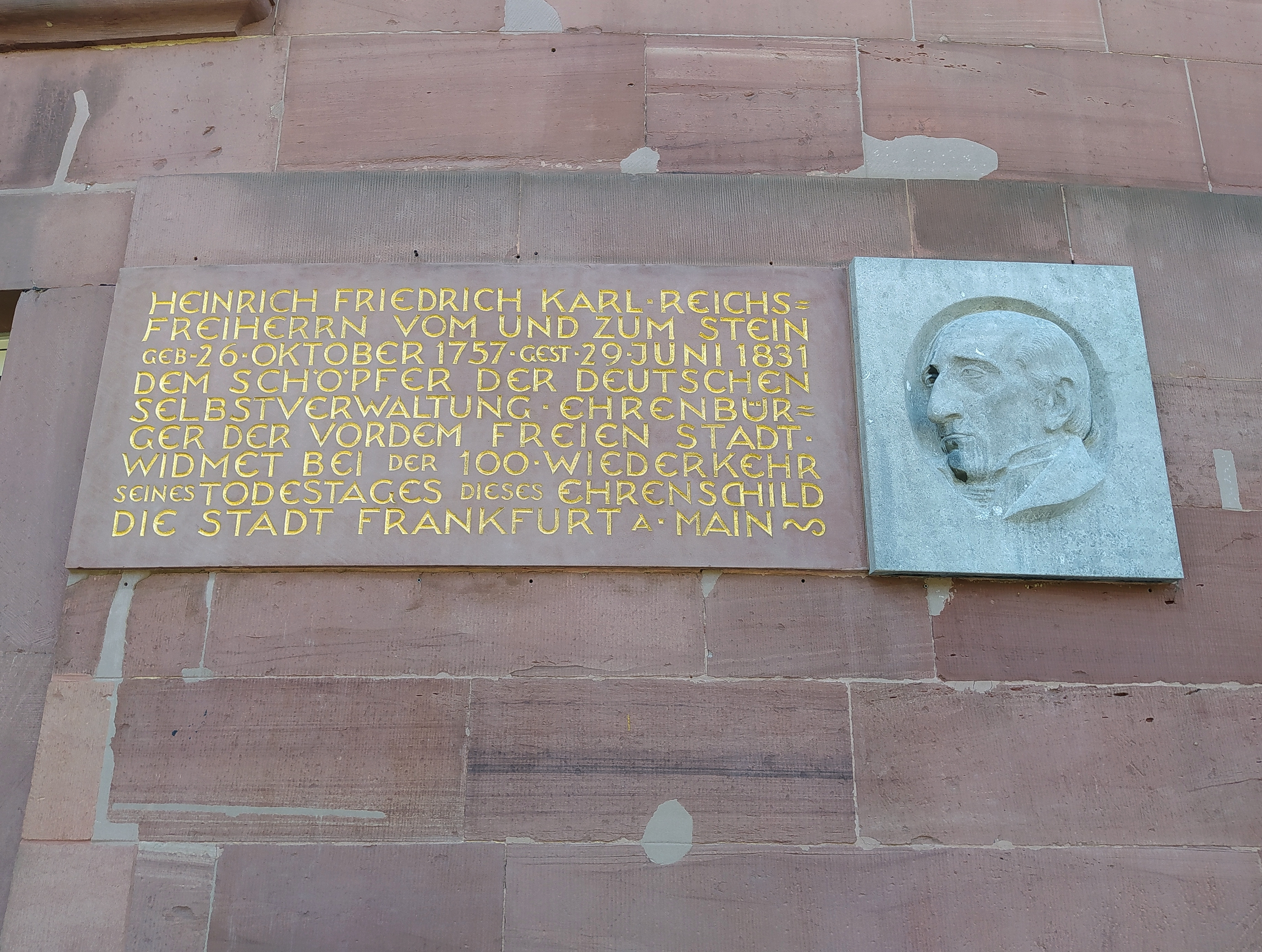
Gedenktafel mit Relief für Heinrich Friedrich Karl vom und zum Stein